# Liste der technischen Denkmale im Landkreis Nordsachsen
Die Liste der technischen Denkmale im Landkreis Nordsachsen enthält die Technischen Denkmale im Landkreis Nordsachsen.
Diese Liste ist eine Teilliste der Liste der Kulturdenkmale in Sachsen.

## Legende
- Bild: Bild des Kulturdenkmals, ggf. zusätzlich mit einem Link zu weiteren Fotos des Kulturdenkmals im Medienarchiv Wikimedia Commons. Wenn man auf das Kamerasymbol klickt, können Fotos zu Kulturdenkmalen aus dieser Liste hochgeladen werden:
- Bezeichnung: Denkmalgeschützte Objekte und ggf. Bauwerksname des Kulturdenkmals
- Lage: Straßenname und Hausnummer oder Flurstücknummer des Kulturdenkmals. Die Grundsortierung der Liste erfolgt nach dieser Adresse. Der Link (Karte) führt zu verschiedenen Kartendiensten mit der Position des Kulturdenkmals. Fehlt dieser Link, wurden die Koordinaten noch nicht eingetragen. Sind diese bekannt, können sie über ein Tool mit einer Kartenansicht einfach nachgetragen werden. In dieser Kartenansicht sind Kulturdenkmale ohne Koordinaten mit einem roten bzw. orangen Marker dargestellt und können durch Verschieben auf die richtige Position in der Karte mit Koordinaten versehen werden. Kulturdenkmale ohne Bild sind an einem blauen bzw. roten Marker erkennbar.
- Datierung: Baubeginn, Fertigstellung, Datum der Erstnennung oder grobe zeitliche Einordnung entsprechend des Eintrags in der sächsischen Denkmaldatenbank
- Beschreibung: Kurzcharakteristik des Kulturdenkmals entsprechend des Eintrags in der sächsischen Denkmaldatenbank, ggf. ergänzt durch die dort nur selten veröffentlichten Erfassungstexte oder zusätzliche Informationen
- ID: Vom Landesamt für Denkmalpflege Sachsen vergebene, das Kulturdenkmal eindeutig identifizierende Objekt-Nummer. Der Link führt zum PDF-Denkmaldokument des Landesamtes für Denkmalpflege Sachsen. Bei ehemaligen Kulturdenkmalen können die Objektnummern unbekannt sein und deshalb fehlen bzw. die Links von aus der Datenbank entfernten Objektnummern ins Leere führen. Ein ggf. vorhandenes Icon  führt zu den Angaben des Kulturdenkmals bei Wikidata.

## Arzberg
| Bild                                    | Bezeichnung                          | Lage                                    | Datierung                            | Beschreibung                                                                                      | ID       |
| --------------------------------------- | ------------------------------------ | --------------------------------------- | ------------------------------------ | ------------------------------------------------------------------------------------------------- | -------- |
| Weitere Bilder                          | Beckersche Mühle                     | Arzberg (Karte)                         | um 1800 (Mühle)                      | Bockwindmühle; ortsbildprägend und von technikgeschichtlicher Bedeutung                           | 08966453 |
|                                         | Transformatorenstation               | Arzberg (Karte)                         | um 1900 (Transformatorenstation)     | prägnanter Klinkerbau, technik- und versorgungsgeschichtlich von Bedeutung                        | 08967048 |
| Weitere Bilder                          | Wendrichs Mühle                      | Arzberg (Karte)                         | um 1800 (Mühle)                      | Bockwindmühle; orts- und technikgeschichtlich von Bedeutung und landschaftsgestaltendem Charakter | 08966454 |
| Direkt Bild zu diesem Denkmal hochladen | Schmiede mit technischer Ausstattung | Blumberg (Karte)                        | 1905, bis 1992 in Betrieb (Schmiede) | das Straßenbild prägender Bau, ortsgeschichtlich und technikgeschichtlich von Bedeutung           | 08967059 |
|                                         | Wegestein                            | Kötten (Karte)                          | um 1900 (Wegestein)                  | verkehrsgeschichtliche Bedeutung                                                                  | 08967066 |
|                                         | Wegestein                            | Nichtewitz (Karte)                      | um 1900 (Wegestein)                  | verkehrsgeschichtliche Bedeutung                                                                  | 08967074 |
| Weitere Bilder                          | Wegestein                            | Packisch (Karte)                        | um 1900 (Wegestein)                  | von verkehrsgeschichtlicher Bedeutung                                                             | 08967060 |
| Weitere Bilder                          | Wegestein                            | Pülswerda (Karte)                       | um 1900 (Wegestein)                  | verkehrsgeschichtliche Bedeutung                                                                  | 08967055 |
| Weitere Bilder                          | Windmühle Stehla                     | Stehla (Karte)                          | bezeichnet 1876 (Mühle)              | Turmholländer; technikgeschichtlich von Bedeutung                                                 | 08966439 |
| Weitere Bilder                          | Transformatorenstation               | Stehla Dorfstraße 3 (gegenüber) (Karte) | um 1925 (Transformatorenstation)     | Technik und versorgungsgeschichtlich von Bedeutung                                                | 08967069 |
| Weitere Bilder                          | Wegestein                            | Stehla (Karte)                          | um 1900 (Wegestein)                  | verkehrsgeschichtlich von Bedeutung                                                               | 08967068 |
| Weitere Bilder                          | Transformatorenstation               | Tauschwitz Am Dorfplatz (Karte)         | um 1905 (Transformatorenstation)     | technikgeschichtlich von Bedeutung                                                                | 08967079 |

## Bad Düben, Stadt
| Bild           | Bezeichnung                   | Lage              | Datierung | Beschreibung | ID       |
| -------------- | ----------------------------- | ----------------- | --- | --- | -------- |
| Weitere Bilder | Transformatorenstation        | Bad Düben (Karte) | um 1925/1930 (Transformatorenstation) | technik- und versorgungsgeschichtliche Bedeutung | 08974055 |
| Weitere Bilder | Amtsschneidemühle; Stadtmühle | Bad Düben (Karte) | Anfang 18. Jahrhundert (Getreidemühle); bezeichnet 1965 (Ausmahlmaschine); 1989, Teile älter (Plansichter); 1954 (Schälmaschine); 1940 (Walzenstuhl) | Wohnmühlengebäude mit Anbau, Wehranlage und Mühlentechnik; einzige noch gewerblich betriebene Wassermühle des Ortes und der näheren Umgebung, bemerkenswert die vollständig erhaltene Technik, baugeschichtlich, ortsgeschichtlich und technikgeschichtlich von Bedeutung | 08973973 |
| Weitere Bilder | Bahnhof Bad Düben             | Bad Düben (Karte) | um 1895 (Empfangsgebäude); um 1895 (Wasserturm); um 1930 (Stellwerk)                                                                                 | Empfangsgebäude (mit Stellwerk) und Wasserturm eines Bahnhofs; Empfangsgebäude regionaltypischer Klinkerbau, baugeschichtlich, eisenbahngeschichtlich und technikgeschichtlich von Bedeutung                                                                              | 08973892 |
| Weitere Bilder | Pegelhaus                     | Bad Düben (Karte) | 1893 (Pegelhaus) | oktogonaler Klinkerbau mit Zeltdach, baugeschichtlich und technikgeschichtlich von Bedeutung | 08973886 |
| Weitere Bilder | Bergschiffmühle Bad Düben     | Bad Düben (Karte) | 1748 (Mühle) | Schiffmühle; einzig erhaltene Schiffmühle der Region, baugeschichtlich und technikgeschichtlich von Bedeutung | 08973901 |
| Weitere Bilder | Obermühle                     | Bad Düben (Karte) | um 1800 (Getreidemühle) | Mühlengebäude mit Technik, Müllerwohnhaus, rekonstruiertes Wasserrad und Mühlgraben; einer der ältesten Mühlenstandorte Bad Dübens sowie eine der ältesten Wassermühlen der Region, baugeschichtlich, ortsgeschichtlich und technikgeschichtlich von Bedeutung            | 08973967 |
| Weitere Bilder | Bockwindmühle Sommerfeld      | Tiefensee (Karte) | 1847 (Getreidemühle); 1927 (Landwirtschaftsspeicher); 1927 (Scheune)                                                                                 | Mühlengut mit Bockwindmühle und Motormühle (ehem. Speicher) mit Mühlentechnik und Scheune; von technikgeschichtlicher Bedeutung mit landschaftsprägender Wirkung | 08973346 |

## Beilrode
| Bild           | Bezeichnung            | Lage                                         | Datierung                                                                    | Beschreibung | ID       |
| -------------- | ---------------------- | -------------------------------------------- | ---------------------------------------------------------------------------- | --- | -------- |
|                | Wegestein              | Beilrode (Karte)                             | Ende 19. Jahrhundert (Wegestein)                                             | verkehrsgeschichtliche Bedeutung | 09286370 |
|                | Wegestein              | Beilrode (Karte)                             | Ende 19. Jahrhundert (Wegestein)                                             | verkehrsgeschichtlich von Bedeutung | 09286369 |
|                | Wegestein              | Beilrode (Karte)                             | um 1900 (Wegestein)                                                          | verkehrsgeschichtliche Bedeutung | 09286623 |
| Weitere Bilder | Bahnhof Beilrode       | Beilrode (Karte)                             | vor 1900 (Empfangsgebäude); vor 1900 (Güterabfertigung); vor 1900 (Speicher) | Bahnhof mit Empfangsgebäude, westlich anschließendem Güterschuppen, östlichem Toilettengebäude und Schuppen sowie nordwestliches Speichergebäude an der Eisenbahnlinie Halle-Torgau-Guben; Eisenbahnlinie1872 fertiggestellt, Empfangsgebäude im Rundbogenstil, eisenbahngeschichtlich und ortsgeschichtlich von Bedeutung | 09286613 |
| Weitere Bilder | Windmühle Beilrode     | Beilrode (Karte)                             | 1874 (Mühle)                                                                 | Turmholländer einschließlich der vorhandenen Mühlentechnik; unverputzter Ziegelbau auf Natursteinsockel, Windkraft 1935 stillgelegt, vermutlich höchster Turmholländer Sachsens, baugeschichtlich, technikgeschichtlich und ortsbildprägend von Bedeutung                                                                  | 09286919 |
|                | Wegestein              | Döbrichau (Karte)                            | um 1900 (Wegestein)                                                          | verkehrsgeschichtliche Bedeutung | 09285946 |
|                | Wegestein              | Döbrichau (Karte)                            | um 1900 (Wegestein)                                                          | verkehrsgeschichtlich von Bedeutung | 09285947 |
|                | Ziegeleiringofen       | Großtreben (Karte)                           | um 1865 (Ziegelbrennofen)                                                    | nach neuesten Recherchen von Thomas Linsener, Torgau ist der Ringofen der älteste in Deutschland erhaltene der Hoffmannschen Bauart, entstanden kurz nach 1860, technikgeschichtlich von Bedeutung, Seltenheitswert | 09286311 |
| Weitere Bilder | Windmühle Rosenfeld    | Rosenfeld Teichstraße 21 (Karte)             | bezeichnet 1836 (Mühle)                                                      | Bockwindmühle (Ruine, zur Zeit eingelagert); technikgeschichtliche Bedeutung | 08967097 |
|                | Transformatorenstation | Rosenfeld Teichstraße 38 (gegenüber) (Karte) | um 1920 (Transformatorenstation)                                             | Typenbau, versorgungs- und technikgeschichtliche Bedeutung | 08985796 |

## Belgern-Schildau, Stadt
| Bild           | Bezeichnung | Lage               | Datierung                                | Beschreibung | ID       |
| -------------- | --- | ------------------ | ---------------------------------------- | --- | -------- |
|                | Sächsisch-Preußischer Grenzstein: Pilar Nr. 10 (linkselbisch) sowie 53 Läufersteine (siehe auch Sachgesamtheitsdokument – Obj. 09305644)                                                                                 | Bockwitz (Karte)   | nach 1828                                | vermessungsgeschichtlich und landesgeschichtlich von Bedeutung als Zeitdokument der historischen Grenzziehung zwischen Sachsen und Preußen nach dem Wiener Kongress 1815 Nach dem Ende der Herrschaft Napoleons wurden die Grenzen Europas auf dem Wiener Kongress vom 18. September 1814 bis zum 9. Juni 1815 neu festgelegt. Sachsen, das an der Seite Napoleons gekämpft hatte und somit zu den Unterlegenen gehörte, musste auf Beschluss der Siegermächte fast zwei Drittel seines Territoriums abtreten. Nahezu alle diese Gebiete wurden Preußen zugeteilt und gingen in der preußischen Provinz Sachsen auf. Die neue Grenze verlief – beginnend in Wittig am Fluss Witka (heute Polen) quer durch die Oberlausitz, traf bei Strehla auf die Elbe, zog sich weiter westlich bis Schkeuditz und endete schließlich südlich von Leipzig an der heutigen Grenze zu Sachsen-Anhalt. Noch heute ist sie an der Teilung der Kirchenprovinzen zwischen Sachsen und Brandenburg nachvollziehbar. Eine erste Markierung der neu geschaffenen Grenzlinie erfolgte bereits 1815 durch paarweise aufgestellte Holzpfähle. Die Abstände zwischen den Grenzzeichen waren nicht einheitlich, sondern nahmen Bezug auf örtliche Gegebenheiten wie Gräben, Flüsse oder Fahrwege und variierten zwischen 200 und 4350 Metern. Ab 1828 ersetzte man die hölzernen Grenzpfähle sukzessive durch wesentlich solidere Grenzsteine, deren Gestaltung auf preußische Entwürfe zurückgeht und die als Pilare (spanisch „Säule“) bezeichnet werden. Insgesamt können vier Arten von Grenzsteinen unterschieden werden. Sie sind von Ost nach West nummeriert, wobei die Zählung an der Elbe neu beginnt (rechtselbisch Grenzsteine Nummer 1 – 212, linkselbisch Nummer 1 – 74). Östlich der Elbe sind die Steine zwischen Nummer 1 und Nummer 82 zunächst als Granitquaderpaar ausgebildet, zwischen denen ein Läuferstein den genauen Grenzverlauf markiert. Von Nummer 82 bis 148 stehen Pyramidenstümpfe direkt auf der Grenzlinie. Danach wechseln die Formen unsystematisch zwischen schlanken Sandsteinstelen und Pyramidenstümpfen mit Plinthen. Wesentliche Erkenntnisse zum Verlauf der ehemaligen sächsisch-preußischen Grenze haben mehrere ehrenamtliche Heimatforscher zusammengetragen. Die Denkmaleigenschaft der Sächsisch-Preußischen Grenzsteine ergibt sich aus ihrer geschichtlichen Bedeutung, sie erinnern an ein für Sachsens Geschichte einschneidendes Ereignis. Das öffentliche Erhaltungsinteresse begründet sich aus der großen Aufmerksamkeit, welche einzelne Personen, Gruppen und Kommunen diesen steinernen Zeugnissen der Historie entgegenbringen. Mittlerweile sind mehrere Publikationen erschienen, liegt eine umfänglichere Dokumentation vor und wurden mindestens an einem Abschnitt der einstigen Grenze sogar Beschilderungen aufgestellt. (LfD/2014) | 08972655 |
| Weitere Bilder | Bahnhof Belgern | Belgern (Karte)    | 1914–1916 (Empfangsgebäude)              | Empfangsgebäude und Güterabfertigung; Empfangsgebäude heute als Wohnhaus genutzt, baugeschichtlich und ortsgeschichtlich von Bedeutung | 09286114 |
| Weitere Bilder | Kursächsische Postmeilensäulen (Sachgesamtheit) | Belgern (Karte)    | 1730 (Postdistanzsäule)                  | Postmeilensäule; Kopie einer Distanzsäule, ortsgeschichtlich und verkehrshistorisch von Bedeutung | 09286126 |
|                | Untermühle | Belgern (Karte)    | 1. Hälfte 19. Jahrhundert (Mühle)        | Untermühle; baugeschichtlich und ortsgeschichtlich von Bedeutung Anmerkung: Nach Abbruch der Untermühle wurde, um 2014, auf dem Grundstück ein neues Gebäude errichtet. Auf dem eingebundenen Foto vom 17. Mai 2009 ist die Untermühle oben, in der Bildmitte (unterhalb des Fachwerkhauses) zu sehen. | 09229359 |
| Weitere Bilder | Wasserturm | Belgern (Karte)    | Wetterfahne bezeichnet 1914 (Wasserturm) | Wasserturm; technische Anlage des Wasserwerks Belgern, im Reformstil der Zeit um 1910, ortsbildprägend und technikgeschichtlich von Bedeutung | 09286146 |
| Weitere Bilder | Wegestein | Döbeltitz (Karte)  | um 1900 (Wegestein)                      | Sandsteinstele mit flachem, pyramidalem Abschluss und Inschrift, verkehrsgeschichtlich von Bedeutung | 09301459 |
|                | Wegestein | Döbeltitz (Karte)  | um 1900 (Wegestein)                      | quadratische Sandsteinstele mit eingemeißelter Inschrift und Richtungspfeilen, von verkehrshistorischer Bedeutung | 09286628 |
| Weitere Bilder | Kobershainer Windmühle | Kobershain (Karte) | 18. Jahrhundert (Mühle)                  | Bockwindmühle; weithin sichtbare Windmühle, technikgeschichtliche Bedeutung, zudem von Belang für das Ortsbild | 09286272 |
|                | Transformatorenstation | Probsthain (Karte) | um 1920 (Transformatorenstation)         | typischer Turmtyp, versorgungs- und technikgeschichtliche von Bedeutung | 08966495 |
| Weitere Bilder | Probsthainer Windmühle | Probsthain (Karte) | Mitte 19. Jahrhundert (Mühle)            | Bockwindmühle; ortsbildprägend und von technikgeschichtlicher Bedeutung | 08967101 |
|                | Waldmühle Kurzwalde | Schildau (Karte)   | bezeichnet 1776 (Mühle)                  | Mühlengebäude mit mühlentechnischer Ausstattung, Scheune und Einfriedung; Scheune aus Bruchsteinmauerwerk, als frühere Klostermühle des Klosters Sitzenroda von ortsgeschichtlicher Bedeutung | 09286921 |
| Weitere Bilder | Döbler'sche Mühle | Schildau (Karte)   | 1732 (Schrotmühle)                       | Bockwindmühle; Zeugnis der ländlichen Versorgung, eine der ältesten Windmühlen in der Region Nordsachsen, erbaut 1732, mehrfach neu aufgebaut, ortsgeschichtlich, technikgeschichtlich und versorgungsgeschichtlich von Bedeutung | 09286184 |
| Weitere Bilder | Zündschnurfabrik (ehem.) | Schildau (Karte)   | 1854 (Fabrik)                            | Zündschnurfabrik; technikgeschichtliche Bedeutung | 08967388 |
|                | Wegestein | Schildau (Karte)   | um 1850 (Wegestein)                      | Sandsteinstele, flacher, pyramidenartiger Abschluss, markante Inschriften, dazu Richtungsweiser, orts- und verkehrsgeschichtlich bedeutend | 09303406 |
|                | Wegestein | Schildau (Karte)   | 2. Hälfte 19. Jahrhundert (Wegestein)    | Sandsteinstele, markante Inschriften, dazu Richtungsweiser, orts- und verkehrsgeschichtlich bedeutend | 09303412 |
| Weitere Bilder | Wegestein | Seydewitz (Karte)  | 2. Hälfte 19. Jahrhundert (Wegestein)    | Sandsteinstele auf quadratischem Grundriss, leicht pyramidaler Abschluss, eingemeißelte Inschrift, von verkehrsgeschichtlicher Bedeutung | 09286625 |
| Weitere Bilder | Transformatorenstation | Sitzenroda (Karte) | um 1910 (Transformatorenstation)         | gestalterisch besonders qualitätvolles Beispiel, baugeschichtlich und technikgeschichtlich von Bedeutung | 09286067 |
|                | Sächsisch-Preußische Grenzsteine (Sachgesamtheit); Pilar Nr. 13 (linkselbisch); Sächsisch-Preußischer Grenzstein: Pilar Nr. 13 (linkselbisch) sowie 30 Läufersteine (siehe auch Sachgesamtheitsdokument – Obj. 09305644) | Sitzenroda         | nach 1828 (Grenzstein)                   | vermessungsgeschichtlich und landesgeschichtlich von Bedeutung als Zeitdokument der historischen Grenzziehung zwischen Sachsen und Preußen nach dem Wiener Kongress 1815 | 08972284 |
| Weitere Bilder | Windmühle Sitzenroda | Sitzenroda (Karte) | 1877 (Mühle)                             | Turmholländer; heute Wohnhaus, Mahlwerk entfernt, der Turm zum Wohngebäude umgebaut, baugeschichtlich und ortsgeschichtlich bedeutend | 09286195 |

## Cavertitz
| Bild           | Bezeichnung | Lage                  | Datierung | Beschreibung | ID       |
| -------------- | --- | --------------------- | --- | --- | -------- |
|                | Transformatorenstation | Außig (Karte)         | um 1915 (Transformatorenstation) | als erstes Transformatorenhaus Außigs von ortsgeschichtlicher, versorgungsgeschichtlicher und technikgeschichtlicher Bedeutung | 08972565 |
|                | Wegestein | Cavertitz (Karte)     | um 1850 (Wegestein) | verkehrsgeschichtlich von Bedeutung | 08972540 |
|                | Rundbogenbrücke | Cavertitz (Karte)     | 1. Hälfte 20. Jahrhundert (Straßenbrücke)                                                                                             | qualitätvoller, weitestgehend original erhaltener Brückenbau, baugeschichtlich und verkehrsgeschichtlich von Bedeutung | 08972536 |
|                | Wegestein | Cavertitz (Karte)     | Mitte 19. Jahrhundert (Wegestein) | verkehrsgeschichtlich von Bedeutung | 08972542 |
|                | Bogenbrücke | Klingenhain (Karte)   | 19. Jahrhundert (Brücke) | kennzeichnet den früheren Verlauf des alten Mühlgrabens, baugeschichtlich von Bedeutung | 08973376 |
|                | Straßenbrücke | Klingenhain (Karte)   | um 1845 (Straßenbrücke) | dreibogige Rundbogenbrücke über die Dahle, gut erhaltenes und seltenes verkehrstechnisches Zeugnis mit landschafts- und dorfbildprägender Wirkung, baugeschichtlich von Bedeutung                                                              | 08972433 |
|                | Wegestein | Klingenhain (Karte)   | 2. Hälfte 19. Jahrhundert (Wegestein)                                                                                                 | verkehrsgeschichtlich von Bedeutung | 08972432 |
| Weitere Bilder | Obermühle | Klingenhain (Karte)   | um 1840 (Mühle) | Wohnmühlenhaus und Seitengebäude eines ehemaligen Mühlenanwesens; straßenbildprägend durch seine Lage am Ortseingang, baugeschichtlich und ortsgeschichtlich von Bedeutung                                                                     | 08972434 |
|                | Harzbeckermühle | Klingenhain (Karte)   | bezeichnet 1906 (im Giebel des Wohnhaustraktes); bezeichnet 1921 (Kuhstall)                                                           | Wohnmühlengebäude mit Mühlentechnik, Seitengebäude und Hofpflaster eines Mühlenanwesens; weitestgehend im Originalzustand erhaltenes Mühlenensemble von baugeschichtlicher, ortsgeschichtlicher und technikgeschichtlicher Bedeutung           | 08972428 |
| Weitere Bilder | Mehlmühle | Lampertswalde (Karte) | bezeichnet 1833, im Kern wohl älter (Müllerwohnhaus); bezeichnet 1919 (Mehlmühle)                                                     | Wohnhaus, Mehlmühle, Sägemühle und Hofpflaster eines Mühlenanwesens; als ehemalige Wassermühle mit spätbarockem, weitestgehend original erhaltenem Müllerhaus von baugeschichtlicher, ortsgeschichtlicher und technikgeschichtlicher Bedeutung | 08972579 |
|                | Wegestein | Lampertswalde (Karte) | 2. Hälfte 19. Jahrhundert (Wegestein)                                                                                                 | von verkehrsgeschichtlicher Bedeutung | 08972586 |
|                | Gasthof mit Ausstattung, Scheune und Wegestein                                                                             | Lampertswalde (Karte) | Anf. 19. Jahrhundert (Gasthof); 1918 (Gaststättenausstattung); 2. Hälfte 18. Jahrhundert (Scheune); Mitte 19. Jahrhundert (Wegestein) | Putzbau mit weitgehend original erhaltener Gaststube von 1918, baugeschichtlich, ortsgeschichtlich und straßenbildprägend von Bedeutung, Wegestein mit verkehrsgeschichtlicher Bedeutung                                                       | 08972589 |
| Weitere Bilder | Niedermühle; Dörfchenmühle                                                                                                 | Lampertswalde (Karte) | bezeichnet 1822 und später (Mühle); 2. Hälfte 19. Jahrhundert (Scheune); Mitte 19. Jahrhundert (Seitengebäude)                        | Mühle mit Ausstattung, Seitengebäude und Scheune sowie Mühlrad, Mühlgraben und Hofpflaster; weitestgehend original erhaltene stattliche Mühlenanlage von baugeschichtlicher, ortsgeschichtlicher und technikgeschichtlicher Bedeutung          | 08972588 |
| Weitere Bilder | Sachgesamtheit Königlich-Sächsische Triangulierung („Europäische Gradmessung im Königreich Sachsen“); Station 106 Olganitz | Olganitz (Karte)      | bezeichnet 1873 (Triangulationssäule)                                                                                                 | Triangulationssäule; Station 2. Ordnung, bedeutendes Zeugnis der Geodäsie des 19. Jahrhunderts, vermessungsgeschichtlich von Bedeutung | 09286950 |
|                | Wegestein | Schöna (Karte)        | Mitte 19. Jahrhundert (Wegestein) | verkehrsgeschichtlich von Bedeutung | 08972590 |
|                | Wegestein | Schöna (Karte)        | 19. Jahrhundert (Wegestein) | verkehrsgeschichtlich von Bedeutung | 08972592 |
|                | Wegestein | Treptitz (Karte)      | um 1900 (Wegestein) | hohe Sandsteinstele als Teil einer Garteneinfriedung, Wegweiser in Richtung Dahlen und Belgern, verkehrsgeschichtlich von Bedeutung | 08973411 |
| Weitere Bilder | Bockwindmühle Zeuckritz | Zeuckritz (Karte)     | 1864 (Mühle) | Bockwindmühle mit technischer Ausstattung; Mühle mit Ausstattung von 1864, teilweise erneuert, von technikgeschichtlicher und außerordentlich landschaftsbildprägender Bedeutung                                                               | 08972440 |

## Dahlen, Stadt
| Bild                                    | Bezeichnung                                                              | Lage                    | Datierung                                                        | Beschreibung | ID       |
| --------------------------------------- | ------------------------------------------------------------------------ | ----------------------- | ---------------------------------------------------------------- | --- | -------- |
| Weitere Bilder                          | Schloss und Rittergut Börln (Sachgesamtheit)                             | Börln (Karte)           | 1732 (Mühle)                                                     | Einzeldenkmal der Sachgesamtheit Schloss und Rittergut Börln: ehemalige Wassermühle (siehe auch Sachgesamtheit 08972371, gleiche Anschrift); heute Wohnhaus, stattlicher, regionaltypischer Fachwerkbau als Teil des Rittergutes und des historischen Ortsbildes, baugeschichtlich, ortsgeschichtlich und ortsbildprägend von Bedeutung | 08972370 |
| Weitere Bilder                          | Holländermühle Börln                                                     | Börln (Karte)           | 1869 (Mühle)                                                     | Turmholländer; landschaftsprägender Mühlenbau, baugeschichtlich, technikgeschichtlich und ortsgeschichtlich von Bedeutung | 08972361 |
|                                         | Wegweisertafel                                                           | Bortewitz (Karte)       | 2. Hälfte 19. Jahrhundert (Wegetafel)                            | mit Kilometerangaben, von verkehrsgeschichtlicher Bedeutung | 08972360 |
| Weitere Bilder                          | Löwenbrauerei                                                            | Dahlen (Karte)          | 1884 (Brauerei); um 1884 (Fabrikantenwohnhaus)                   | Braugebäude und Fabrikantenwohnhaus einer ehemaligen Brauerei; als ehemalige Brauerei Dahlens von ortsgeschichtlicher Bedeutung | 08972373 |
|                                         | Wohnhaus mit Einfriedung sowie Transformatorenstation                    | Dahlen (Karte)          | um 1935 (Wohnhaus); um 1935 (Transformatorenstation)             | weitestgehend original erhaltene Anlage mit architektonischer Qualität, als Zeugnis der frühen Stromversorgung von ortsgeschichtlicher Bedeutung | 08972289 |
|                                         | Lagerhalle                                                               | Dahlen (Karte)          | um 1965 (Lagerhalle)                                             | durch innen liegende Tragkonstruktion (Stahlträger) und schmale Profile filigrane Wirkung der vollständig verglasten, flächigen Fassade, damit ein qualitätvolles technisches Denkmal der DDR-Zeit, ehemals zum Kreisbetrieb Landtechnik gehörend, baugeschichtlich und technikgeschichtlich von Bedeutung                              | 08972402 |
| Weitere Bilder                          | Königlich-Sächsische Meilensteine (Sachgesamtheit)                       | Dahlen (Karte)          | 1859-1865 (Meilenstein)                                          | Meilenstein; Stationsstein, Anfangs- und Endpunkt der Postkurse Oschatz und Wurzen bzw. Torgau und Wermsdorf, verkehrsgeschichtlich von Bedeutung | 08972287 |
|                                         | Hydrant                                                                  | Dahlen (Karte)          | um 1900 (Hydrant)                                                | frühes Zeugnis der öffentlichen (Lösch-)Wasserversorgung von Dahlen, ortsgeschichtlich von Bedeutung | 08972389 |
| Weitere Bilder                          | Speicherbau                                                              | Dahlen (Karte)          | um 1920 (Speicher)                                               | weitgehend original erhaltenes Gebäude mit architektonischem Anspruch, als ehemaliger Getreidespeicher Relikt der frühen gewerblichen Nutzung des Bahnhofsgebietes, baugeschichtlich und ortsgeschichtlich von Bedeutung | 08972401 |
| Weitere Bilder                          | Bahnhof Dahlen                                                           | Dahlen (Karte)          | 1881 (Empfangsgebäude)                                           | Bahnhof mit Empfangsgebäude mit Zwischenbau zum Toilettenhäuschen sowie Bahnmeisterhaus mit nördlich angebautem Nebengebäude; Bahnhof der ersten Bahnstrecke Leipzig–Dresden von 1838, wichtiger Güterbahnhof der Region Dahlen, verkehrs- und ortsgeschichtliche Bedeutung, um 1880–1900 umgebauter Personenbahnhof                    | 08972436 |
| Weitere Bilder                          | Wohnmühlengebäude (Nr. 6) und Seitengebäude (Nr. 8) eine Mühlenanwesens  | Dahlen (Karte)          | um 1865 (Mühle)                                                  | weitestgehend original erhaltene Anlage in der Nähe des Schlosses, als ehemalige Mühle baugeschichtlich und technikgeschichtlich von Bedeutung | 08972386 |
|                                         | Wohn und Schlossereiwerkstattgebäude in offener Bebauung und Einfriedung | Dahlen (Karte)          | um 1902 (Wohn- und Werkstattgebäude)                             | als ehemalige Schlosserei weitestgehend original erhaltenes Zeugnis der Industrialisierung in Dahlen | 08972375 |
|                                         | Bachdurchlass unter der Eisenbahn (Brücke)                               | Großböhla (Karte)       | 2. Hälfte 19. Jahrhundert (Eisenbahnbrücke)                      | weitgehend original erhaltener, schöner, zeittypischer Brückenbau als Bachdurchlass, baugeschichtlich von Bedeutung | 08973728 |
|                                         | Eisenbahnbrücke                                                          | Großböhla (Karte)       | 2. Hälfte 19. Jahrhundert (Eisenbahnbrücke)                      | weitgehend original erhaltener, schöner, zeittypischer Brückenbau, baugeschichtlich von Bedeutung | 08973727 |
|                                         | Durchlass des Mühlgrabens unter der Eisenbahn                            | Großböhla (Karte)       | 2. Hälfte 19. Jahrhundert (Eisenbahnbrücke)                      | weitgehend original erhaltener, schöner, zeittypischer Brückenbau, baugeschichtlich von Bedeutung | 08973726 |
|                                         | Wegestein                                                                | Großböhla (Karte)       | 19. Jahrhundert (Wegestein)                                      | Sandsteinstele mit Inschrift, Wegweiser von verkehrsgeschichtlicher Bedeutung | 08972306 |
|                                         | Bahnwärterhaus                                                           | Großböhla (Karte)       | um 1860 (Bahnwärterhaus)                                         | Typenbau an der Strecke Wurzen-Oschatz, weitestgehend original erhaltenes Gebäude mit eisenbahnund verkehrsgeschichtlicher Bedeutung | 08972298 |
| Weitere Bilder                          | Vorsdorfmühle                                                            | Großböhla (Karte)       | 19. Jahrhundert (Mühle); 1970er Jahre (Mühle)                    | Mühlenstumpf mit Anbau der 1970er Jahre; landschaftsgestaltende Bedeutung, architektonisch gelungener Ausbau zu Wohnzwecken | 08972311 |
| Weitere Bilder                          | Bockwindmühle Schmannewitz                                               | Schmannewitz (Karte)    | 1839 (Wiederaufbau)                                              | Bockwindmühle mit technischer Ausstattung; eines der wenigen weitestgehend original erhaltenen Objekte seiner Art, Zeugnis einer jahrhundertealten Mahltradition am Ort, weithin sichtbare Landmarke, technikgeschichtlich und landschaftsgestalterisch bedeutend                                                                       | 08972317 |
| Direkt Bild zu diesem Denkmal hochladen | Ausstattung einer Schmiede                                               | Schmannewitz (Karte)    | 19. Jahrhundert und 20. Jahrhundert (Ausstattung einer Schmiede) | Selten gewordenes handwerk- und technikgeschichtliches Zeugnis. (Die Ausstattung der Schmiede ist nach Verkauf des Grundstücks nicht mehr vorhanden 20170720). | 08973573 |
| Direkt Bild zu diesem Denkmal hochladen | Königlich-Sächsische Meilensteine (Sachgesamtheit)                       | Schwarzer Kater (Karte) | Mitte 19. Jahrhundert (Meilenstein)                              | Meilenstein; von verkehrsgeschichtlicher Bedeutung Anmerkung: Der Meilenstein ist seit mindestens 3 Jahren verschwunden | 08972353 |

## Delitzsch, Stadt
| Bild                                    | Bezeichnung                                                                                | Lage              | Datierung                                                                                  | Beschreibung | ID       |
| --------------------------------------- | ------------------------------------------------------------------------------------------ | ----------------- | ------------------------------------------------------------------------------------------ | --- | -------- |
| Weitere Bilder                          | Preußischer Meilenstein                                                                    | Benndorf (Karte)  | um 1820 (Meilenstein)                                                                      | Meilenstein; Ganzmeilenobelisk aus Sandstein, verkehrsgeschichtlich von Bedeutung | 08971747 |
|                                         | Preußischer Meilenstein                                                                    | Benndorf (Karte)  | um 1820 (Meilenstein)                                                                      | Meilenstein; Viertelmeilenstein (sogenannte Kleine Glocke), verkehrsgeschichtlich von Bedeutung | 08971746 |
| Direkt Bild zu diesem Denkmal hochladen | Transformatorenstation                                                                     | Brodau (Karte)    | um 1920 (Transformatorenstation)                                                           | Klinkerbau mit Satteldach, im Schweizer Stil, von technikgeschichtlicher und ortsgeschichtlicher Bedeutung | 08972090 |
| Weitere Bilder                          | Wasserturm                                                                                 | Delitzsch (Karte) | 1903 (Wasserturm)                                                                          | Wasserturm; Bau aus gelben und roten Klinkern mit schlichter Putzgliederung, technikgeschichtlich und versorgungsgeschichtlich von Bedeutung, stadtbildprägende Wirkung | 08971740 |
| Weitere Bilder                          | Oberer Bahnhof Delitzsch                                                                   | Delitzsch (Karte) | 1871 (Empfangsgebäude)                                                                     | Bahnhofsgebäude; gründerzeitlicher Klinkerbau mit zwei Türmen, ansprechend gegliedertes Denkmal der Verkehrsgeschichte | 08971744 |
|                                         | Wasserwerk Delitzsch                                                                       | Delitzsch (Karte) | um 1900 (Wasserwerk); 1920er Jahre und früher (Technik)                                    | Wasserwerk, Gebäudeteil Pumpenhaus (mit Junkers-Dieselmotor, Pumpen, Hallenkran mit Laufkatze, Gaslaternenbeleuchtung); technikgeschichtlich und ortsgeschichtlich von Bedeutung | 09259828 |
| Direkt Bild zu diesem Denkmal hochladen | Bahngebäude (Lage: Ecke Beerendorfer Straße) und Bahn-Schmiede (Lage: Ecke Dübener Straße) | Delitzsch (Karte) | Ende 19. Jahrhundert (Schmiede); Anfang 20. Jahrhundert (Bahnbetriebsanlage)               | ortsbildprägende Denkmale der Verkehrsgeschichte | 08972073 |
|                                         | Walzenmühle                                                                                | Delitzsch (Karte) | 1874 (Fabrikantenvilla); 2. Hälfte 19. Jahrhundert (Mühle); bezeichnet 1906 (Nebengebäude) | Fabrikantenvilla (Nr. 26) und Fabrikgebäude der Walzenmühle (Nr. 24b), einschließlich des Kopfbaues eines Nebengebäudes (Nr. 24d) zwischen der Bahnlinie und Walzenmühle; stattliches gründerzeitliches Fabrikensemble mit reich gegliederter Fabrikantenvilla und dem ersten Fabrikgebäude der Stadt Delitzsch, technikgeschichtlich, bauhistorisch und stadtgeschichtlich bedeutend | 08971742 |
| Direkt Bild zu diesem Denkmal hochladen | Naundorfer Mühle                                                                           | Delitzsch (Karte) | 18. Jahrhundert (Mühle)                                                                    | Wohnhaus und Nebengebäude eines Mühlenanwesens; ehemalige Wassermühle, teilweise in Fachwerkbauweise, technikgeschichtliche, ortshistorische und kulturgeschichtliche Bedeutung | 08971831 |
| Weitere Bilder                          | Kursächsische Postmeilensäulen (Sachgesamtheit)                                            | Delitzsch (Karte) | 1730-1731, bezeichnet 1730 (Postdistanzsäule)                                              | Postmeilensäule; Kopie einer Distanzsäule, verkehrsgeschichtlich von Bedeutung | 08971609 |
| Direkt Bild zu diesem Denkmal hochladen | Alte Schuhmacherei                                                                         | Delitzsch (Karte) | um 1800 (Wohnhaus)                                                                         | Wohnhaus in geschlossener Bebauung (mit Schuster-Werkstatt); milieugestaltender Bestandteil der kleinteiligen Altstadtbebauung, traufständiger Putzbau mit steilem Satteldach, an der Hofseite Laubengang, alte Schuhmacherei, baugeschichtlich von Bedeutung | 08971735 |
| Weitere Bilder                          | Bockwindmühle Selben                                                                       | Selben (Karte)    | 1753 (Mühle)                                                                               | Bockwindmühle (mit Mühlentechnik); von technikgeschichtlicher Bedeutung und ortsbildprägender Wirkung | 08972218 |

## Doberschütz
| Bild                                    | Bezeichnung            | Lage                     | Datierung                             | Beschreibung | ID       |
| --------------------------------------- | ---------------------- | ------------------------ | ------------------------------------- | --- | -------- |
| Weitere Bilder                          | Wegestein              | Bunitz (Karte)           | 2. Hälfte 19. Jahrhundert (Wegestein) | verkehrsgeschichtlich von Bedeutung                                                                                         | 08972516 |
| Direkt Bild zu diesem Denkmal hochladen | Wegestein              | Doberschütz (Karte)      | 19. Jahrhundert (Wegestein)           | verkehrsgeschichtlich von Bedeutung                                                                                         | 08972483 |
| Weitere Bilder                          | Transformatorenstation | Doberschütz (Karte)      | um 1920 (Transformatorenstation)      | von orts- und technik- und versorgungsgeschichtlicher Bedeutung                                                             | 08972481 |
|                                         | Wegestein              | Mölbitz (Karte)          | 19. Jahrhundert (Wegestein)           | Ecklage Straße nach Strelln und Schöna, von verkehrsgeschichtlicherBedeutung                                                | 08972514 |
| Weitere Bilder                          | Windmühle Friedemann   | Paschwitz (Karte)        | 1883 (Mühle)                          | Turmholländer; sehr gut erhaltener windgängiger Turmholländer der Region, technikgeschichtlich und ortshistorisch bedeutend | 08972484 |
| Weitere Bilder                          | Transformatorenstation | Sprotta (Karte)          | um 1925 (Transformatorenstation)      | straßenraumprägend und von versorgungs- und technikgeschichtlicher Bedeutung                                                | 08972506 |
|                                         | Transformatorenstation | Sprotta-Siedlung (Karte) | um 1920 (Transformatorenstation)      | zum Gut Heideck gehörend, technikgeschichtlich und ortsgeschichtlich von Bedeutung                                          | 08973165 |
| Weitere Bilder                          | Winkelmühle            | Winkelmühle (Karte)      | 2. Hälfte 19. Jahrhundert (Mühle)     | Mühle mit Mühlgraben und Schornstein; straßenbildprägendes Gebäude mit orts- und technikgeschichtlicher Bedeutung           | 08972522 |

## Dommitzsch, Stadt
| Bild                                    | Bezeichnung                                       | Lage               | Datierung                   | Beschreibung | ID       |
| --------------------------------------- | ------------------------------------------------- | ------------------ | --------------------------- | --- | -------- |
| Weitere Bilder                          | Bahnhof Dommitzsch                                | Dommitzsch (Karte) | 1890–1892 (Empfangsgebäude) | Empfangsgebäude mit Güterabfertigung und Seitengebäude; ortsgeschichtlich bedeutsames Zeugnis der Verkehrsgeschichte, zudem weitestgehend original erhaltener, zeittypischer Bahnhofsbau mit gestalterisch qualitätvoller Klinkerfassade, baugeschichtlich und eisenbahngeschichtlich von Bedeutung | 09286860 |
| Direkt Bild zu diesem Denkmal hochladen | Deutsche Tonwarenfabrik; Keramikfabrik Dommitzsch | Dommitzsch (Karte) | 1909–1910 (Fabrikgebäude)   | Fabrikgebäude mit Esse und Technik; abgesehen von Porzellanmanufaktur Meißen Anlage in Dommitzsch mit vollständig erhaltener Ausstattung wohl einzige dieser Art in Sachsen mit Seltenheitswert, zudem industriegeschichtlich bedeutend                                                             | 09303275 |
|                                         | Bahnhof Wörblitz                                  | Wörblitz (Karte)   | um 1900 (Empfangsgebäude)   | Empfangsgebäude eines Bahnhofs; heute als Wohnhaus genutzt, charakteristischer Klinkerbau aus dem späten 19. Jahrhundert, baugeschichtlich und eisenbahngeschichtlich von Bedeutung | 09286418 |

## Dreiheide
| Bild           | Bezeichnung                           | Lage            | Datierung                                                 | Beschreibung | ID       |
| -------------- | ------------------------------------- | --------------- | --------------------------------------------------------- | --- | -------- |
| Weitere Bilder | Bockwindmühle Großwig; Hübner's Mühle | Großwig (Karte) | 1845–1847 Wiederaufbau (Mühle); bezeichnet 1823 (Brunnen) | Bockwindmühle mit Mühlentechnik, dazu Brunnen; mit vollständiger Ausstattung seltenes Beispiel für die von Windkraft betriebenen Müllerei vor allem seit dem Anfang des 18. Jahrhunderts, technikgeschichtlich bedeutend, zudem als Landmarke landschaftsgestalterisch bedeutend | 09286399 |

## Eilenburg, Stadt
| Bild           | Bezeichnung                                                               | Lage                                        | Datierung | Beschreibung | ID       |
| -------------- | ------------------------------------------------------------------------- | ------------------------------------------- | --- | --- | -------- |
| Weitere Bilder | Eilenburger Celluloidfabrik (ehem.); später Eilenburger Chemiewerke (ECW) | Eilenburg Ziegelstraße 2 (Karte)            | um 1915 und später (Fabrikanlagenteil); 1915–1916 (Wasserturm)                                                                                                 | Fabrikanlage mit Verwaltungsgebäude (Anschrift: Ziegelstraße 2), Kohlenturm (Schlauchturm) mit Toranlage, Anbau (Sozialgebäude) sowie Wasserturm (Anschrift: Am Wasserturm 1); ortsbildprägende Anlage von technikgeschichtlicher und baugeschichtlicher Bedeutung | 08973374 |
| Weitere Bilder | Bahnhof Eilenburg                                                         | Eilenburg (Karte)                           | 1870–1871 (Empfangsgebäude); 1870/1871 (Wasserturm West); Ende 19. Jahrhundert (Wasserturm Ost); Ende 19. Jahrhundert (Stellwerk EO); 1925/1930 (Stellwerk EW) | Bahnhof mit Empfangsgebäude (Anschrift: Bahnhofstraße 21), weiterhin mit zwei Wassertürmen (Wasserturm West, Anschrift: Sydowstraße 6), zwei Stellwerken und zwei Brückenköpfe auf dem Bahngelände; wichtige, im Ensemble erhaltene Zeugnisse der Verkehrsentwicklung der Stadt in qualitätvoller Architektur des Historismus, von baugeschichtlicher und technikgeschichtlicher Bedeutung                              | 08973253 |
| Weitere Bilder | Bechers Windmühle                                                         | Eilenburg (Karte)                           | bezeichnet 1863 (Mühle); um 1930 (Einfriedung) | Turmholländer mit Einfriedung; ortsbildprägender und landschaftstypischer Baukörper, von technikgeschichtlicher Bedeutung | 08973429 |
|                | Ehemaliges Umspannwerk mit Wohnhaus-Anbau                                 | Eilenburg (Karte)                           | 1920 und später (Umspannwerk) | mit weitgehend originaler Bausubstanz, von baugeschichtlicher, technikgeschichtlicher und ortsbildprägender Bedeutung | 08973431 |
| Weitere Bilder | Kursächsische Postmeilensäulen (Sachgesamtheit)                           | Eilenburg Leipziger Straße 28 (bei) (Karte) | bezeichnet 1724 Kopie (Postdistanzsäule) | Postmeilensäule; Kopie einer Distanzsäule, verkehrsgeschichtlich von Bedeutung | 09304915 |
| Weitere Bilder | Sternwarte Eilenburg                                                      | Eilenburg (Karte)                           | 1964–1965 (Sternwarte); 1964–1965 (Planetarium); 1974 (Büste)                                                                                                  | Sternwarte und Planetarium (mit Ausstattung), Juri-Gagarin-Büste und Anlage mit Gedenkstein; als eines der seltenen Baukörper der 1960er Jahre in architektonischer und künstlerisch qualitätvoller Gestaltung von baugeschichtlicher Bedeutung, Büste ortshistorisch bedeutsam | 08973417 |
| Weitere Bilder | Speicher in halboffener Bebauung                                          | Eilenburg (Karte)                           | Ende 19. Jahrhundert (Speicher) | Teil der alten Mühle, von ortshistorischer, technikgeschichtlicher und baugeschichtlicher Bedeutung | 08973229 |
| Weitere Bilder | Tischlerei                                                                | Eilenburg (Karte)                           | um 1895 (Tischlerei) | Fabrikhalle und Schornstein; schönes Beispiel der Industrialisierung mit qualitätvoller Klinkerfassade und markantem Schornstein, ortsgeschichtlich von Bedeutung | 08973237 |
| Weitere Bilder | Ehemalige Molkerei                                                        | Eilenburg (Karte)                           | um 1870 | Gebäude mit singulärer Stellung im Ort, baugeschichtliche Bedeutung. Zweigeschossig, Klinker gelb, Satteldach, große fünfachsige Zwerchhäuser vorder- und rückseitig mit Zwillingsfenstern in der Spitze, Deutsches Band aus rotem Klinker zwischen erstem und zweitem Obergeschoss und an der Traufe, Lisenen und Ecklisenen, Fenster mit Birnenstabgewänden, weiter Dachüberstand. Vorderseitiger Anbau kein Denkmal. | 08973363 |
| Weitere Bilder | Umspannwerk                                                               | Eilenburg (Karte)                           | 1920er Jahre (Umspannwerk) | durch originelle Fassadengliederung gestalterisch ansprechendes Gebäude, singuläre Stellung im Ort, straßenraumprägend, von technikgeschichtlicher Bedeutung | 08973364 |
|                | Gasometer                                                                 | Eilenburg (Karte)                           | Ende 19. Jahrhundert (Gaswerk) | technikgeschichtliche Bedeutung | 08973732 |
| Weitere Bilder | Bahnhof Eilenburg                                                         | Eilenburg Sydowstraße 6 (Karte)             | 1870–1871 (Empfangsgebäude); 1870/1871 (Wasserturm West); Ende 19. Jahrhundert (Wasserturm Ost); Ende 19. Jahrhundert (Stellwerk EO); 1925/1930 (Stellwerk EW) | Bahnhof mit Empfangsgebäude (Anschrift: Bahnhofstraße 21), weiterhin mit zwei Wassertürmen (Wasserturm West, Anschrift: Sydowstraße 6), zwei Stellwerken und zwei Brückenköpfe auf dem Bahngelände; wichtige, im Ensemble erhaltene Zeugnisse der Verkehrsentwicklung der Stadt in qualitätvoller Architektur des Historismus, von baugeschichtlicher und technikgeschichtlicher Bedeutung                              | 08973253 |
| Weitere Bilder | Eilenburger Celluloidfabrik (ehem.); später Eilenburger Chemiewerke (ECW) | Eilenburg Am Wasserturm 1 (Karte)           | um 1915 und später (Fabrikanlagenteil); 1915–1916 (Wasserturm)                                                                                                 | Fabrikanlage mit Verwaltungsgebäude (Anschrift: Ziegelstraße 2), Kohlenturm (Schlauchturm) mit Toranlage, Anbau (Sozialgebäude) sowie Wasserturm (Anschrift: Am Wasserturm 1); ortsbildprägende Anlage von technikgeschichtlicher und baugeschichtlicher Bedeutung | 08973374 |
|                | Transformatorenturm                                                       | Hainichen (Karte)                           | Um 1920/1925 | Zeittypischer Trafoturm in weitestgehend erhaltener Originalsubstanz, technikgeschichtlich und ortshistorisch von Interesse. Roter Klinkersockel (und Türsturz), verputzt, im Putz abgesetzter Drempelbereich, Pyramidendach (Biberschwanzdeckung), originale Tür mit schmiedeeisernen Beschlägen in floralen Formen.                                                                                                   | 08973423 |
|                | Transformatorenstation                                                    | Kospa (Karte)                               | um 1920 (Transformatorenstation) | von technik- und versorgungsgeschichtlicher Bedeutung | 08973470 |
|                | Transformatorenstation                                                    | Pressen (Karte)                             | um 1920 (Transformatorenstation) | markant gelegener Baukörper, von technikgeschichtlicher Bedeutung | 08973244 |
| Weitere Bilder | Transformatorenstation mit technischer Ausrüstung                         | Wedelwitz (Karte)                           | um 1915 (Transformatorenstation) | Zeugnis der Elektrifizierung des Ortes, von technik- und versorgungsgeschichtlicher Bedeutung | 08973414 |
| Weitere Bilder | Wasserwerk Wedelwitz                                                      | Wedelwitz (Karte)                           | um 1910 (Wasserwerk); um 1910 (Transformatorenstation) | Wohnhaus, Transformatorenstation und Werkstattgebäude eines Wasserwerkes; Ziegelbauten, in landschaftlich schöner Lage, von technikgeschichtlicher und baugeschichtlicher Bedeutung | 08973413 |
|                | Transformatorenstation                                                    | Zschettgau (Karte)                          | um 1920 (Transformatorenstation) | von technikgeschichtlicher Bedeutung | 08973467 |

## Elsnig
| Bild                                    | Bezeichnung          | Lage           | Datierung                 | Beschreibung | ID       |
| --------------------------------------- | -------------------- | -------------- | ------------------------- | --- | -------- |
| Direkt Bild zu diesem Denkmal hochladen | Bahnhof Elsnig       | Elsnig (Karte) | um 1900 (Empfangsgebäude) | Empfangsgebäude, Güterabfertigung und Toilettenhäuschen des Bahnhofs Elsnig; zeittypische Klinkerbauten mit flachem Satteldach, angebaute Güterabfertigung mit vorgelagerter Laderampe, eisenbahngeschichtlich und ortsgeschichtlich von Bedeutung | 09286438 |
|                                         | Bockwindmühle Neiden | Neiden (Karte) | 19. Jahrhundert (Mühle)   | Bockwindmühle; ortsbildprägend und von technikgeschichtlicher Bedeutung | 09286331 |

## Jesewitz
| Bild           | Bezeichnung                                | Lage                                              | Datierung                                                                                                 | Beschreibung | ID       |
| -------------- | ------------------------------------------ | ------------------------------------------------- | --- | --- | -------- |
| Weitere Bilder | Bahnhof Jesewitz                           | Jesewitz-Bahnhof, Bahnhofstraße 1; 3 (Karte)      | letztes Drittel 19. Jahrhundert (Empfangsgebäude)                                                         | Empfangsgebäude und Nebengebäude eines Bahnhofes; Empfangsgebäude mit Ziegelfassade, Zeugnis der Verkehrserschließung und anbindung des Ortes, von baugeschichtlicher und verkehrsgeschichtlicher Bedeutung                                                                         | 08974925 |
| Weitere Bilder | Eckard-Mühle Gallen                        | Gallen Zur Mühle 1 (Karte)                        | 1924 (Mühle)                                                                                              | Paltrockwindmühle; umgebaute Bockwindmühle; Windmühle mit teilweise erhaltener Technik, von technikgeschichtlicher und landschaftsprägender Bedeutung | 08965656 |
| Weitere Bilder | Wasserstation (mit Treppe und Toreinfahrt) | Gotha (Karte)                                     | um 1930 (Wasserhochbehälter)                                                                              | eines der letzten erhaltenen Wasserstationshäuser von landschaftsbildprägender Bedeutung | 08965821 |
| Weitere Bilder | Alte Brennerei; Rittergut Gotha            | Gotha Lindenstraße 18 (Karte)                     | bezeichnet 1870 (Gutsbrennerei); 1. Hälfte 19. Jahrhundert (Gutsscheune); wohl 1930er Jahre (Schornstein) | Ehemalige Brennerei eines Rittergutes, mit Anbau und Schornstein, sowie Scheune und Mühlgraben; am Standort der ehemaligen zum Rittergut gehörenden Mühle errichtete Brennerei aus der Gründerzeit, markanter Ziegelbau, industriegeschichtlich und ortsgeschichtlich von Bedeutung | 09257001 |
|                | Transformatorenstation                     | Groitzsch Zum Seeblick (Karte)                    | um 1925 (Transformatorenstation)                                                                          | seltene schlanke Bauform, von ortshistorischer und ortsbildprägender Bedeutung | 08974935 |
| Weitere Bilder | Windmühle Liemehna                         | Liemehna Zschettgauer Straße (Karte)              | um 1880 (Mühle)                                                                                           | Turmholländer mit technischer Ausstattung; von technikgeschichtlicher und landschaftsprägender Bedeutung | 08965652 |
|                | Wegestein                                  | Pehritzsch Hauptstraße 27 (gegenüber) (Karte)     | 19. Jahrhundert (Wegestein)                                                                               | Sandsteinpfeiler mit Inschrift, von heimatkundlicher und verkehrsgeschichtlicher Bedeutung | 08965609 |
|                | Transformatorenstation                     | Pehritzsch Mühlweg 2 (neben) (Karte)              | um 1925 (Transformatorenstation)                                                                          | regionaltypische hoher, schlanker Bautyp, Zeugnis der Elektrifizierung, von technik- und versorgungsgeschichtlicher Bedeutung | 08974921 |
| Weitere Bilder | Bockwindmühle Weltewitz Bockwindmuehle.jpg | Weltewitz (Karte)                                 | 2. Hälfte 18. Jahrhundert (Mühle)                                                                         | Rest einer Bockwindmühle; stark ruinöse Windmühle, regionaltypischer, landschaftsprägender Baukörper, von baugeschichtlicher und technikgeschichtlicher Bedeutung | 08965639 |
|                | Transformatorenstation                     | Weltewitz Wöllmener Straße 11 (gegenüber) (Karte) | um 1925 (Transformatorenstation)                                                                          | Zeugnis der Elektrifizierung, von technik- und versorgungsgeschichtlicher Bedeutung und in markanter Lage, straßenbildprägend | 08974924 |
|                | Transformatorenstation                     | Wölpern Zum Dorfplatz (Karte)                     | nach 1920 (Transformatorenstation)                                                                        | in zentraler, ortsbildprägender Lage befindlicher schlanker, hoher Baukörper mit ausschwingendem Pyramidendach, Zeugnis der Elektrifizierung, von technik- und versorgungsgeschichtlicher Bedeutung                                                                                 | 08965661 |

## Krostitz
| Bild           | Bezeichnung                              | Lage             | Datierung                        | Beschreibung | ID       |
| -------------- | ---------------------------------------- | ---------------- | -------------------------------- | --- | -------- |
| Weitere Bilder | Wegestein                                | Beuden (Karte)   | bezeichnet 1843 (Wegestein)      | verkehrsgeschichtlich von Bedeutung | 09305695 |
| Weitere Bilder | Bahnhof Krensitz                         | Krensitz (Karte) | um 1890 (Empfangsgebäude)        | Empfangsgebäude mit angebautem Güterschuppen und Toilettenhäuschen eines Bahnhofes; Ziegelbauten, von ortshistorischer und technikgeschichtlicher Bedeutung                                                                               | 08965610 |
|                | Transformatorenstation                   | Krensitz (Karte) | um 1920 (Transformatorenstation) | Zeugnis der Elektrifizierung, hoher, nach oben sich verjüngender Baukörper, außergewöhnliches Erscheinungsbild, von ortshistorischer und ortsbildprägender sowie technik- und versorgungsgeschlicher Bedeutung                            | 08965606 |
| Weitere Bilder | Krostitzer Brauerei                      | Krostitz (Karte) | um 1900 (Verwaltungsgebäude)     | Verwaltungsgebäude einer Brauerei; alte Ortslage Kleinkrostitz, zeittypische Industriearchitektur, baugeschichtlich, ortsgeschichtlich und technikgeschichtlich von Bedeutung                                                             | 08965581 |
| Weitere Bilder | Krostitzer Malzwerk; Krostitzer Brauerei | Krostitz (Karte) | um 1900 (Fabrikgebäude)          | Darrgebäude, zwei Gerstengebäude und ehemaliges Tennengebäude (heute Getränkemarkt) einer Brauerei; zeittypische Ziegelbauten, von ortshistorischer, technikgeschichtlicher und landschaftsbildprägender Bedeutung                        | 08965582 |
|                | Transformatorenstation                   | Kupsal (Karte)   | um 1920 (Transformatorenstation) | regionaltypische hohe, schlanke Bauform, Zeugnis der Elektrifizierung, landschaftsbildprägend, von technik- und versorgungsgeschichtlicher Bedeutung                                                                                      | 08965616 |
| Weitere Bilder | Windmühle Kupsal                         | Kupsal (Karte)   | bezeichnet 1883 (Mühle)          | Turmholländer mit technischer Ausstattung; Mühle mit erneuerten Ruten, teilweise erhaltener technischer Ausstattung, seltene polygonale Bauform, von ortshistorischer und landschaftsbildprägender sowie technikgeschichtlicher Bedeutung | 08965615 |

## Laußig
| Bild                                    | Bezeichnung                                                                | Lage                                         | Datierung                                   | Beschreibung | ID       |
| --------------------------------------- | -------------------------------------------------------------------------- | -------------------------------------------- | ------------------------------------------- | --- | -------- |
| Weitere Bilder                          | Bockwindmühle Fiehn                                                        | Authausen Görschlitzer Straße 7 (Karte)      | 1846 (Getreidemühle)                        | Bockwindmühle; markantes Beispiel einer charakteristischen Bockwindmühle, von technikgeschichtlicher Bedeutung, landschaftsprägend | 08974065 |
| Weitere Bilder                          | Bockwindmühle Ludwig                                                       | Authausen Görschlitzer Straße 8 (Karte)      | am Hausbaum bezeichnet 1713 (Getreidemühle) | Bockwindmühle mit Mühlentechnik; markantes Beispiel einer charakteristischen Bockwindmühle, technikgeschichtlich bedeutend, besitzt dabei mit vergleichsweise vollständiger Ausstattung Seltenheitswert, zudem landschaftsprägend | 08974066 |
|                                         | Wasserwerk mit Pförtnerhaus und Einfriedung                                | Durchwehna (Karte)                           | 1955/1958 (Wasserwerk)                      | qualitätvolles, singuläres Beispiel hervorragender architektonischer Gestaltung eines technischen Nutzbaus der Nachkriegszeit, baugeschichtlich und technikgeschichtlich von Bedeutung | 08972845 |
| Direkt Bild zu diesem Denkmal hochladen | Eisenbahnbrücke                                                            | Durchwehna (Karte)                           | Anfang 20. Jahrhundert (Eisenbahnbrücke)    | Bogenbrücke, eisenbahngeschichtlich und technikgeschichtlich von Bedeutung | 08974163 |
|                                         | Wegestein                                                                  | Durchwehna Friedrichshütte (Karte)           | 19. Jahrhundert (Wegestein)                 | markante Ecklage am Ortsausgang nach Kossa, verkehrsgeschichtlich von Bedeutung | 08974166 |
| Direkt Bild zu diesem Denkmal hochladen | Pechmeilerei Friedrichshütte                                               | Durchwehna (Karte)                           | 1696 und später (Pechhütte)                 | Pecherei mit Pechmeiler und angrenzender Feuerschutzhütte, drei Kohlenmeilern, einem Destillationsgebäude und ruinöser Feuerschutzhütte; seltenes, zusammenhängendes technisches Denkmal als gutes Beispiel der produktionstechnischen Entwicklung einer Pecherei von technikgeschichtlicher und ortsgeschichtlicher Bedeutung, zugleich singuläre Bedeutung aufgrund der bienenkorbförmigen der Kohlenmeiler                 | 08974164 |
| Weitere Bilder                          | Wasserturm                                                                 | Kossa Authausener Straße (Karte)             | um 1870 (Wasserturm)                        | Wasserturm; Klinkerbau mit Ecklisenen und Zeltdach, baugeschichtlich und technik- und versorgungsgeschichtlich von Bedeutung | 08974075 |
|                                         | Transformatorenstation                                                     | Kossa Authausener Straße (Karte)             | um 1920/1925 (Transformatorenstation)       | regionaltypische schlanke, hohe Bauform, Putzbau mit Klinkerlisenen mit Zeltdach, Zeugnis der Elektrifizierung, baugeschichtlich und technik- und versorgungsgeschichtlich von Bedeutung | 08974074 |
| Weitere Bilder                          | NVA-Ausweichgefechtsstand Söllichau; Militär-Museum Kossa (Sachgesamtheit) | Kossa Dahlenberger Straße 1 (Karte)          | 1976–1979 (Militärbau)                      | Sachgesamtheit NVA-Ausweichgefechtsstand mit folgenden Einzeldenkmalen: sechs Bunkeranlagen, Funktionsgebäude, Einfriedung, Flächenantenne, gedeckten Stellungen, Wegenetz sowie sämtliche originale Ausstattungsgegenstände (siehe Einzeldenkmal unter gleicher Anschrift – Obj. 09256885); einzige mit sämtlicher Ausstattung und Technik erhaltene Anlage dieser Art, geschichtlich und technikgeschichtlich von Bedeutung | 09304741 |
| Weitere Bilder                          | NVA-Ausweichgefechtsstand Söllichau; Militär-Museum Kossa (Sachgesamtheit) | Kossa Dahlenberger Straße 1 (Karte)          | 1976–1979 (Militärbau)                      | Einzeldenkmale der Sachgesamtheit NVA-Ausweichgefechtsstand: sechs Bunkeranlagen, Funktionsgebäude, Einfriedung, Flächenantenne, gedeckten Stellungen, Wegenetz sowie sämtliche originale Ausstattungsgegenstände (siehe auch Sachgesamtheit 09304741); einzige mit sämtlicher Ausstattung und Technik erhaltene Anlage dieser Art, geschichtlich und technikgeschichtlich von Bedeutung                                      | 09256885 |
| Direkt Bild zu diesem Denkmal hochladen | Pechmeiler                                                                 | Kossa (Karte)                                | 1922 (Pechhütte)                            | eines der letzten Beispiele eines Pechmeilers mit technikgeschichtlicher Bedeutung | 08974071 |
| Weitere Bilder                          | Transformatorenstation                                                     | Laußig (Karte)                               | um 1925 (Transformatorenstation)            | regionaltypisch hohe und schlanke Bauform, Zeugnis der Elektrifizierung, versorgungs- und technikgeschichtliche Bedeutung | 08974088 |
|                                         | Wohnhaus (Nr. 9a) und Mühle (Nr. 4a, 5) mit technischer Ausstattung        | Pressel Authausener Straße 4a; 5; 9a (Karte) | 1937 (Mühle); um 1820 (Wohnhaus)            | Mühle in weitgehend originaler Bausubstanz in straßenbildprägender Lage, baugeschichtlich und technikgeschichtlich von Bedeutung | 08974174 |

## Liebschützberg
| Bild                                    | Bezeichnung | Lage                                              | Datierung                                     | Beschreibung | ID       |
| --------------------------------------- | --- | ------------------------------------------------- | --------------------------------------------- | --- | -------- |
| Direkt Bild zu diesem Denkmal hochladen | Wegestein | Bornitz (Karte)                                   | 19. Jahrhundert (Wegestein)                   | am Ortsrand, verkehrsgeschichtlich von Bedeutung | 08967021 |
| Weitere Bilder                          | Wasserdruckbehälter und Pumpstation                                                                                          | Bornitz Wadewitzer Straße 8 (Karte)               | um 1900 (Wasserdruckbehälter und Pumpstation) | technikgeschichtliche Bedeutung, straßenbildprägend, singuläre Stellung | 08974741 |
| Weitere Bilder                          | Clanzschwitzer Windmühle | Clanzschwitz Mühle 1 (Karte)                      | um 1850 (Mühle)                               | Bockwindmühle; baugeschichtlich, technikgeschichtlich und ortsbildprägend von Bedeutung                                                                                                 | 08974890 |
| Weitere Bilder                          | Wegestein | Ganzig (vor Oschatzer Weg 30) (Karte)             | 19. Jahrhundert (Wegestein)                   | am nordöstlichen Ortsausgang Richtung Bornitz, verkehrsgeschichtlich von Bedeutung | 08967039 |
| Weitere Bilder                          | Transformatorenstation | Leckwitz Riesaer Straße (Karte)                   | um 1925 (Transformatorenstation)              | Zeugnis der Elektrifizierung, technikgeschichtlich und straßenbildprägend von Bedeutung                                                                                                 | 08974700 |
|                                         | Mühlenwohnhaus | Leisnitz Müllergasse 8 (Karte)                    | 1846/1847 (Mühle)                             | ehemalige Wassermühle, in seiner Erscheinung weitgehend original erhaltener Fachwerkbau, baugeschichtlich, ortsgeschichtlich und technikgeschichtlich von Bedeutung                     | 08974748 |
| Weitere Bilder                          | Bockwindmühle Liebschütz | Liebschütz (Karte)                                | 1828 (Mühle)                                  | Bockwindmühle; baugeschichtlich, technikgeschichtlich und landschaftsbildprägend von Bedeutung, im Zusammenhang mit der Alten Salzstraße auch von besonderer ortshistorischer Bedeutung | 08974750 |
| Weitere Bilder                          | Sachgesamtheit Königlich-Sächsische Triangulierung („Europäische Gradmessung im Königreich Sachsen“); Station 105 Dürrenberg | Liebschütz (Karte)                                | bezeichnet 1868 (Triangulationssäule)         | Triangulationsstein, Station 2. Ordnung; bedeutendes Zeugnis der Geodäsie des 19. Jahrhunderts, vermessungsgeschichtlich von Bedeutung                                                  | 08974753 |
| Weitere Bilder                          | Wegestein | Sahlassan Strehlaer Straße 15 (gegenüber) (Karte) | 19. Jahrhundert (Wegestein)                   | Sandsteinpfeiler mit Inschrift, verkehrshistorische Bedeutung | 08974728 |
|                                         | Mühlengebäude mit technischer Ausstattung                                                                                    | Schönnewitz An der Döllnitz 14 (Karte)            | bezeichnet 1887 (Mühle)                       | ehemalige Wassermühle, stattlicher Putzbau in straßenbildprägender Lage, baugeschichtlich, ortsgeschichtlich und technikgeschichtlich von Bedeutung                                     | 08974739 |
| Direkt Bild zu diesem Denkmal hochladen | Wegestein | Terpitz (Karte)                                   | 19. Jahrhundert (Wegestein)                   | am Ortsausgang Richtung Schönnewitz, verkehrsgeschichtlich von Bedeutung | 08967040 |
| Weitere Bilder                          | Bogenbrücke über Luppa | Wellerswalde Handwerkergasse 9a (bei) (Karte)     | bezeichnet 1841 (Straßenbrücke)               | baugeschichtlich von Bedeutung | 08974710 |
| Weitere Bilder                          | Bogenbrücke über die Luppa                                                                                                   | Wellerswalde Neue Straße (Karte)                  | um 1800 und später (Straßenbrücke)            | ein technisches Denkmal von baugeschichtlicher und straßenbildprägender Bedeutung | 08974707 |
| Weitere Bilder                          | Windmühle Zaußwitz | Zaußwitz Am Laaser Weg 1a (Karte)                 | 1799 (Mühle)                                  | Turmholländer; weitgehend original erhaltener Mühlenbau von baugeschichtlicher, landschaftsgestaltender und technikgeschichtlicher Bedeutung                                            | 08974891 |
| Weitere Bilder                          | Wegestein | Zaußwitz Canitzer Straße (Karte)                  | Mitte 19. Jahrhundert (Wegestein)             | verkehrsgeschichtlich von Bedeutung | 08974893 |

## Löbnitz
| Bild                                    | Bezeichnung                  | Lage                 | Datierung                    | Beschreibung | ID       |
| --------------------------------------- | ---------------------------- | -------------------- | ---------------------------- | --- | -------- |
| Weitere Bilder                          | Bockwindmühle Döbler Löbnitz | Löbnitz (Karte)      | um 1760 (Mühle)              | Bockwindmühle; technikgeschichtliche Bedeutung | 08972030 |
| Direkt Bild zu diesem Denkmal hochladen | Wegestein                    | Löbnitz (Karte)      | bezeichnet 1841 (Wegestein)  | Sandsteinstele mit Inschrift, verkehrsgeschichtlich von Bedeutung | 08972070 |
| Weitere Bilder                          | Werbeliner Bockwindmühle     | Reibitz (Karte)      | 1844 (Mühle)                 | Bockwindmühle mit technischer Ausstattung; 1844 in Werbelin erbaut, wurde 1991 demontiert (wegen Braunkohleabbau), 1994 wiederaufgebaut, technikgeschichtlich von Bedeutung            | 08972016 |
| Direkt Bild zu diesem Denkmal hochladen | Wassermühle Reibitz          | Reibitz (Karte)      | Ende 19. Jahrhundert (Mühle) | Drei Mühlengebäude mit technischer Ausstattung; ehemalige Wassermühle mit zum Teil noch erhaltener Mühltechnik, technikgeschichtlich von Bedeutung                                     | 08972071 |
| Weitere Bilder                          | Windmühle Roitzschjora       | Roitzschjora (Karte) | 1835-1836 (Mühle)            | Reste einer Bockwindmühle; selten gewordener Mühlentyp, regional- und technikgeschichtlich von Bedeutung. Anmerkung: Die Mühle war bei einem Besuch im März 2017 nicht mehr vorhanden. | 08972017 |

## Mockrehna
| Bild                                    | Bezeichnung                                                                                       | Lage                      | Datierung                                                | Beschreibung | ID       |
| --------------------------------------- | ------------------------------------------------------------------------------------------------- | ------------------------- | -------------------------------------------------------- | --- | -------- |
| Weitere Bilder                          | Wegestein                                                                                         | Audenhain (Karte)         | 19. Jahrhundert (Wegestein)                              | Sandsteinstele mit Inschrift, verkehrsgeschichtlich von Bedeutung | 08966388 |
| Direkt Bild zu diesem Denkmal hochladen | Mühlengebäude mit Mühlentechnik und Graben, Seitengebäude, Scheune (ohne Anbau), Stall und Remise | Audenhain (Karte)         | um 1800 (Mühle)                                          | letzte noch mit Ausstattung erhaltene Wassermühle im Ort, baugeschichtlich, ortsgeschichtlich und technikgeschichtlich von Bedeutung | 08966389 |
| Weitere Bilder                          | Paltrockmühle Audenhain                                                                           | Audenhain (Karte)         | 1751 (Mühle)                                             | Paltrockwindmühle; einziger funktionstüchtiger windgängiger Mühlentyp der Region um Torgau, weithin sichtbares Wahrzeichen des Ortes, seltenes Beispiel einer Paltrockmühle mit Flügelkreuz und Windrose, baugeschichtlich, technikgeschichtlich und landschaftsgestaltend von Bedeutung | 08966384 |
| Direkt Bild zu diesem Denkmal hochladen | Wegestein                                                                                         | Gräfendorf (Karte)        | um 1900 (Wegestein)                                      | Granitstele mit Inschrift, verkehrsgeschichtlich von Bedeutung | 08966468 |
| Direkt Bild zu diesem Denkmal hochladen | Wegestein                                                                                         | Langenreichenbach (Karte) | um 1900 (Wegestein)                                      | Sandsteinstele mit Inschrift, verkehrsgeschichtliche Bedeutung | 08966519 |
|                                         | Transformatorenstation                                                                            | Langenreichenbach (Karte) | um 1910 (Transformatorenstation)                         | Zeugnis der Elektrifizierung, ortsbildprägend, versorgungs- und technikgeschichtlich von Bedeutung | 08966474 |
|                                         | Bockwindmühle Drubig                                                                              | Langenreichenbach (Karte) | 19. Jahrhundert (Mühle)                                  | Bockwindmühle; ruinöser Bau mit erhaltener Mühlentechnik, von ortsgeschichtlicher, technikgeschichtlicher und landschaftsgestaltender Bedeutung | 08966476 |
|                                         | Mühle Rudolph Kretschmar                                                                          | Langenreichenbach (Karte) | um 1900 (Mühle); Mitte 20. Jahrhundert (Mühlentechnik)   | Mühlengebäude mit Mühlentechnik und Wohnteil über winkligem Grundriss; Wassermühle, technikgeschichtlich und ortsgeschichtlich von Bedeutung | 08966521 |
|                                         | Bahnhof Mockrehna                                                                                 | Mockrehna (Karte)         | 1872 Eröffnung der Eisenbahnstrecke (Personenbahnhof)    | Bahnhof mit Empfangsgebäude, Toilettengebäude, Schuppen, Güterschuppen, Straßenpflaster, Kastanienallee und Bahnsteig sowie zwei Weichenstellerhäuser (eins an der Schildauer Straße), am Abschnitt Eilenburg–Falkenberg der Eisenbahnstrecke Halle (Saale) – Cottbus gelegen; im Rundbogenstil gestaltetes Empfangsgebäude von baukünstlerischer Bedeutung, Ecklage zur Schildauer Straße (Pflaster), als Ensemble gut erhaltenes technisches Denkmal der Verkehrsgeschichte | 08966511 |
|                                         | Windmühle Richter                                                                                 | Mockrehna (Karte)         | 1883 Baubeginn, bezeichnet W. Richter 1883 (Wetterfahne) | Turmholländer; technikgeschichtlich, ortsgeschichtlich und ortsbildprägend von Bedeutung | 08966515 |
|                                         | Wegestein                                                                                         | Schöna (Karte)            | 19. Jahrhundert (Wegestein)                              | Sandsteinstele mit Inschrift, verkehrsgeschichtliche Bedeutung | 08966497 |
|                                         | Wegestein                                                                                         | Wildenhain (Karte)        | 19. Jahrhundert (Wegestein)                              | Sandsteinsäule mit Inschrift, verkehrsgeschichtlich von Bedeutung | 08966523 |
| Weitere Bilder                          | Motormühle Wildenhain                                                                             | Wildenhain (Karte)        | 1907 erbaut (als Dampfmühle)                             | Motormühle mit Mühlentechnik; von hoher mühlentechnischer Bedeutung, bildet Ensemble mit angrenzendem Sägewerk, beide von der gleichen Dampfmaschine betrieben | 08966462 |
| Weitere Bilder                          | Sägewerk Knöfel                                                                                   | Wildenhain (Karte)        | 1901 (Gründung Sägewerk)                                 | Sägewerk mit alter Sägewerkstechnik; ursprünglich Dampfsägewerk, von hoher technikgeschichtlicher Bedeutung, bildet Ensemble mit angrenzender Mahlmühle, beide werden von der gleichen Dampfmaschine betrieben | 08966461 |
|                                         | Wegestein                                                                                         | Wildschütz (Karte)        | um 1900 (Wegestein)                                      | Porphyrstele mit eingemeißelter Inschrift, verkehrsgeschichtlich von Bedeutung | 08966493 |
| Weitere Bilder                          | Waagehäuschen                                                                                     | Wildschütz (Karte)        | Mitte 20. Jahrhundert (Waagehaus)                        | Zeugnis der bäuerlichen Wirtschaftsweise des letzten Jahrhunderts, technik- und ortsgeschichtlich von Bedeutung | 08966484 |
|                                         | Transformatorenstation                                                                            | Wildschütz (Karte)        | um 1900 (Transformatorenstation)                         | Zeugnis der Elektrifizierung, ortsbildprägend, technik- und versorgungsgeschichtlich von Bedeutung | 08966494 |

## Mügeln, Stadt
| Bild                                    | Bezeichnung | Lage                 | Datierung | Beschreibung | ID       |
| --------------------------------------- | --- | -------------------- | --- | --- | -------- |
| Direkt Bild zu diesem Denkmal hochladen | Wegestein | Berntitz (Karte)     | 19. Jahrhundert (Wegestein) | Sandsteinpfeiler mit Inschriften, verkehrsgeschichtlich von Bedeutung | 08965736 |
|                                         | Gut Oberhof und Landschaftspark Kranichau (Sachgesamtheit)                                                                                | Gaudlitz (Karte)     | bezeichnet 1860 (Herrenhaus); bezeichnet 1817 (Wohnstallhaus); 1. Hälfte 19. Jahrhundert, mit Kumthalle (Wirtschaftsgebäude); Ende 19. Jahrhundert (Wasserhochbehälter) | Einzeldenkmale der Sachgesamtheit Gut Oberhof und Landschaftspark Kranichau: nördliches Gutshaus (Nr. 7), südliches Wohnstallhaus (Nr. 1) und südwestliches Wirtschaftsgebäude mit Kumthalle (Nr. 3), Toreinfahrt, Pforte und Reste der Einfriedung sowie Hochwasserbehälter mit Pumpenraum einschließlich technischer Ausstattung im Park (siehe auch Sachgesamtheit 08974840, gleiche Anschrift); ehemaliger Gutshof, der vom Leipziger Industriellen Colditz zum Landsitz umgestaltet wurde, weitestgehend ursprünglich erhaltene Anlage mit baukünstlerisch anspruchsvoll gestaltetem Herrenhaus, eindrucksvollem Wohnstallhaus mit Fachwerkobergeschoss und Krüppelwalmdach, Wirtschaftsgebäude mit original erhaltener Kumthalle und auf Repräsentanz bedachten Toranlagen, baugeschichtlich und ortsgeschichtlich von Bedeutung | 08974835 |
|                                         | Quarzitsteinbruch Glossen; Feldbahnschauanlage                                                                                            | Glossen (Karte)      | um 1935 (Loren); 1953–1954 (Lokomotiven); 1956–1958 (Brecher); 1960 (Lokschuppen)                                                                                       | Quarzitsteinbruch mit Feldbahnanlage bestehend aus Lokschuppen, Ladekran mit Laufkatzen, Lagergebäude, zwei Brücken, Verladeanlage, zwei Weichen, Doppelkreuzungsweiche, zwei Lokomotiven und Loren sowie ein Löffelbagger und ein Brecher; Steinbruch seit Anfang des 20. Jahrhunderts betrieben, seit 1995 als Feldbahnschauanlage touristisch nachgenutzt, seltenes, vollständig erhaltenes Ensemble am Wirkungsort, wirtschafts- und technikgeschichtlich sowie landschaftsgestalterisch bedeutend | 08974841 |
| Weitere Bilder                          | Bahnhof Mügeln (b. Oschatz); Eisenbahnstrecke Oschatz – Mügeln – Döbeln; Döllnitzbahn (Sachgesamtheit); Eisenbahnstrecke Mügeln – Neichen | Mügeln (Karte)       | 1884 (Empfangsgebäude) | Einzeldenkmal der Sachgesamtheit Döllnitzbahn: Empfangsgebäude eines Bahnhofs (siehe auch Sachgesamtheit 09305783); alter Bahnhof der Schmalspurbahn »Wilder Robert«, singuläre Stellung, eisenbahngeschichtlich und technikgeschichtlich von Bedeutung | 08965720 |
|                                         | Döllnitzbahn (Sachgesamtheit) | Mügeln (Karte)       | 1884–1885 (Bahnstrecke) | Sachgesamtheitsbestandteil der Sachgesamtheit Döllnitzbahn, mit folgendem Einzeldenkmal: Empfangsgebäude eines Bahnhofs (siehe auch Einzeldenkmal 08965720), mit folgendem Sachgesamtheitsteil: Strecke der Schmalspurbahn (siehe auch Sachgesamtheit 09305782, Oschatz, OT Oschatz, Bahnhofsplatz 1); alter Bahnhof der Schmalspurbahn »Wilder Robert«, singuläre Stellung, eisenbahngeschichtlich und technikgeschichtlich von Bedeutung | 09305783 |
|                                         | Königlich-Sächsische Meilensteine (Sachgesamtheit): Meilenstein                                                                           | Mügeln (Karte)       | um 1840 (Meilenstein) | Meilenstein; verkehrshistorische Bedeutung | 08965692 |
|                                         | Königlich-Sächsische Meilensteine (Sachgesamtheit): Meilenstein                                                                           | Mügeln (Karte)       | 2. Hälfte 19. Jahrhundert (Meilenstein<Königlich-Sächsisch>) | Meilenstein; später Wegestein, Sandsteinpfeiler, Inschriften unleserlich, verkehrsgeschichtlich von Bedeutung | 08965732 |
|                                         | Bogenbrücke über die Döllnitz | Mügeln (Karte)       | bezeichnet 1934 (Straßenbrücke) | verkehrsgeschichtlich und ortsbildprägend von Bedeutung | 08965716 |
| Weitere Bilder                          | Kursächsische Postmeilensäulen (Sachgesamtheit): Postmeilensäule                                                                          | Mügeln (Karte)       | bezeichnet 1726 (Postdistanzsäule) | Postmeilensäule; Kopie einer Distanzsäule, verkehrsgeschichtlich von Bedeutung | 08965704 |
|                                         | Königlich-Sächsische Meilensteine (Sachgesamtheit): Meilenstein                                                                           | Mügeln (Karte)       | 2. Hälfte 19. Jahrhundert (Meilenstein) | Meilenstein; Halbmeilenstein, verkehrsgeschichtliche Bedeutung | 08966424 |
|                                         | Döllnitzbahn (Sachgesamtheit) | Niedergoseln (Karte) | 1884–1885 (Bahnstrecke) | Sachgesamtheitsbestandteil der Sachgesamtheit Döllnitzbahn, mit folgendem Einzeldenkmal: Empfangsgebäude eines Bahnhofs (siehe auch Einzeldenkmalliste Obj. 08965720), mit folgendem Sachgesamtheitsteil: Strecke der Schmalspurbahn (siehe auch Sachgesamtheit 09305782, Oschatz, OT Oschatz, Bahnhofsplatz 1); alter Bahnhof der Schmalspurbahn »Wilder Robert«, singuläre Stellung, eisenbahngeschichtlich und technikgeschichtlich von Bedeutung | 09305783 |
| Weitere Bilder                          | Bogenbrücke | Paschkowitz (Karte)  | 19. Jahrhundert (Brücke) | weitestgehend original erhaltenes technisches Denkmal, baugeschichtlich und landschaftsgestaltend von Bedeutung | 08972420 |
| Weitere Bilder                          | Hesselmühle | Querbitzsch (Karte)  | bezeichnet 1895, im Kern älter (Mühle) | Turmholländer mit Nebengebäude; sehr gut erhaltene Windmühle, baugeschichtlich, landschaftsgestaltend und technikgeschichtlich von Bedeutung | 08974862 |
| Direkt Bild zu diesem Denkmal hochladen | Döllnitzbahn (Sachgesamtheit) | Schweta (Karte)      | 1884–1885 (Bahnstrecke) | Sachgesamtheitsbestandteil der Sachgesamtheit Döllnitzbahn mit folgendem Sachgesamtheitsteil: Strecke der Schmalspurbahn (siehe auch Sachgesamtheit 09305782, Oschatz, OT Oschatz, Bahnhofsplatz 1); eisenbahngeschichtlich und technikgeschichtlich von Bedeutung | 09305792 |
|                                         | Transformatorenstation | Schweta (Karte)      | bezeichnet 1912 (Transformatorenstation) | Zeugnis der Elektrifizierung, versorgungs- und technikgeschichtliches Denkmal | 08965630 |
|                                         | Mühle Schweta | Schweta (Karte)      | um 1850 (Mühle) | Wohnmühlengebäude mit Mühlentechnik, angebautem Speicher und Seitengebäude; charakteristische Mahlmühle ihrer Zeit mit weitestgehend vollständiger Müllereiaustattung, Hauptbau gestalterisch hervorgehoben, baugeschichtlich, ortsgeschichtlich und technikgeschichtlich von Bedeutung | 08965623 |
| Direkt Bild zu diesem Denkmal hochladen | Obermühle Sornzig | Sornzig              | 18. Jahrhundert (Mühle) | Wohnhaus, Seitengebäude und Torhaus eines Mühlenanwesens; alle Gebäude in Fachwerkbauweise, am ursprünglichsten erhaltene Mühle von Sornzig, baugeschichtlich, ortsgeschichtlich und technikgeschichtlich von Bedeutung | 08974880 |
| Direkt Bild zu diesem Denkmal hochladen | Mittelmühle Sornzig | Sornzig (Karte)      | bezeichnet 1734 (Mühle) | Wohnhaus mit winkligem Anbau; ehemalige Wassermühle, im Kern von 1734, baugeschichtlich, ortsgeschichtlich und technikgeschichtlich von Bedeutung | 08974882 |
| Direkt Bild zu diesem Denkmal hochladen | Wegestein | Zschannewitz (Karte) | Mitte 19. Jahrhundert (Wegestein) | am Feldweg zwischen Döhlen, Schrebitz und Sömnitz, technisches Denkmal von landschaftsbildprägender und verkehrstechnischer Bedeutung | 08965679 |

## Naundorf
| Bild                                    | Bezeichnung | Lage                | Datierung                                  | Beschreibung | ID       |
| --------------------------------------- | --- | ------------------- | ------------------------------------------ | --- | -------- |
| Weitere Bilder                          | Windmühle Casabra | Casabra (Karte)     | bezeichnet 1891 (Mühle)                    | Turmholländer; weitgehend original erhaltener Mühlenbau von baugeschichtlicher, landschaftsgestaltender und technikgeschichtlicher Bedeutung | 08973399 |
| Weitere Bilder                          | Sachgesamtheit Königlich-Sächsische Triangulierung („Europäische Gradmessung im Königreich Sachsen“); Station 104 Hohenwussen | Hohenwussen (Karte) | bezeichnet 1868 (Triangulationssäule)      | Triangulationssäule Station 2. Ordnung; technikgeschichtlich von Bedeutung | 09305756 |
|                                         | Wasserturm | Hohenwussen (Karte) | 1966 (Wasserturm)                          | Wasserturm; technisches Denkmal, gestalterisch überzeugend durch Material und Form, landschaftsprägend | 08972782 |
| Direkt Bild zu diesem Denkmal hochladen | Döllnitzbahn (Sachgesamtheit)                                                                                                 | Naundorf (Karte)    | 1884–1885 (Bahnstrecke)                    | Sachgesamtheitsbestandteil der Sachgesamtheit Döllnitzbahn mit folgendem Sachgesamtheitsteil: Strecke der Schmalspurbahn (siehe auch Sachgesamtheit 09305782, Oschatz, OT Oschatz, Bahnhofsplatz 1); eisenbahngeschichtlich und technikgeschichtlich von Bedeutung | 09305791 |
| Direkt Bild zu diesem Denkmal hochladen | Alte Schmiede | Naundorf (Karte)    | lt. Auskunft 1879 (Technische Ausstattung) | Ausstattung einer Schmiede; selten gewordenes Zeugnis eines ländlichen Handwerksbetriebes, technikgeschichtlich von Bedeutung | 08972778 |
|                                         | Schmiede | Stennschütz (Karte) | bezeichnet 1811 und später (Schmiede)      | wichtiges Zeugnis der alten Bebauung von Stennschütz, als ehemalige Schmiede von ortsgeschichtlicher und handwerksgeschichtlicher Bedeutung | 08972776 |

## Oschatz, Stadt
| Bild           | Bezeichnung | Lage                                             | Datierung                                                                                       | Beschreibung | ID       |
| -------------- | --- | ------------------------------------------------ | ----------------------------------------------------------------------------------------------- | --- | -------- |
|                | Straßenbrücke über einen Mühlgraben                                                                                                   | Leuben (Karte)                                   | um 1893 und später (Straßenbrücke)                                                              | aufgrund ihres weitestgehend erhaltenen Originalzustandes ein schönes Bauwerk mit verkehrstechnischer Bedeutung | 08973597 |
|                | Mühlengebäude (mit technischer Ausstattung), daran angebautes Müllerwohnhaus, Mühlgraben, Hofpflaster und Einfriedung eines Mühlgutes | Leuben (Karte)                                   | bezeichnet 1893 (Müllerwohnhaus)                                                                | aufgrund ihrer ursprünglichen Funktion ist die Wassermühle an der Döllnitz von ortshistorischer Bedeutung | 08973596 |
|                | Wegestein | Leuben Naundorfer Straße 018 (gegenüber) (Karte) | Mitte 19. Jahrhundert (Wegestein)                                                               | an einer Straßenkreuzung, von verkehrsgeschichtlicher Bedeutung Wegestein: Sandsteinpfeiler, Richtungsangaben: Limbach, Naundorf, Saalhausen | 08973595 |
| Weitere Bilder | Döllnitzviadukt; Leipzig-Dresdner Eisenbahn                                                                                           | Oschatz (Karte)                                  | 1838 (Eisenbahnbrücke)                                                                          | Eisenbahnbrücke; eine der ältesten Eisenbahnbrücken Deutschlands, als Überrest eines bauzeitlichen Ingenieurbauwerks der Leipzig-Dresdner Eisenbahn von großer eisenbahngeschichtlicher und baugeschichtlicher Bedeutung | 08973839 |
| Weitere Bilder | Wasserturm | Oschatz, Am Wasserturm 81 (neben) (Karte)        | bezeichnet 1911 (Wasserturm)                                                                    | Wasserturm; technisches Denkmal, als Zeugnis der frühen öffentlichen Wasserversorgung von ortsgeschichtlicher und landschaftsprägender Bedeutung | 08972757 |
|                | Haltepunkt Oschatz; Eisenbahnstrecke Oschatz–Mügeln–Döbeln; Döllnitzbahn (Sachgesamtheit)                                             | Oschatz Bahnhofsplatz 1 (Karte)                  | um 1885 (Wartehalle)                                                                            | Einzeldenkmale der Sachgesamtheit Döllnitzbahn: Haltepunkt der Schmalspurbahn, einschließlich Bahnsteigüberdachung am Bahnhof Oschatz, Lokschuppen sowie zwei Eisenbahnbrücken über die Döllnitz (im Bereich Brückenstraße und im Bereich Am Brühl) – (siehe auch Sachgesamtheit 09305782); Objekt mit verkehrshistorischer und technikgeschichtlicher Bedeutung | 08973794 |
|                | Döllnitzbahn (Sachgesamtheit) | Oschatz (Karte)                                  | 1884–1885 (Bahnstrecke)                                                                         | Sachgesamtheit Döllnitzbahn, mit folgenden Einzeldenkmalen: Haltepunkt der Schmalspurbahn, einschließlich Bahnsteigüberdachung am Bahnhof Oschatz, Lokschuppen sowie zwei Eisenbahnbrücken über die Döllnitz im Bereich Brückenstraße und im Bereich Am Brühl (siehe auch Einzeldenkmal 08973794, Bahnhofsplatz 1), sowie Bahnhof Oschatz Süd (siehe auch Einzeldenkmal 08973791, Freiherrvom-Stein-Promenade 1) und Haltepunkt Körnerstraße (siehe auch Einzeldenkmal 08973795, Theodor-Körner-Straße), weiterhin mit folgendem Sachgesamtheitsteil: Strecke der Schmalspurbahn von Bahnhof Oschatz Süd bis westlich Ende Bahnhof Oschatz (mit Stützmauer im Bereich der Döllnitz an der Dresdener Straße), und den gemeindeübergreifenden Teil der Schmalspurbahn in Mügeln, OT Mügeln (siehe auch Sachgesamtheitsbestandteil 09305783, Mügeln, OT Mügeln, Bahnhofstraße 2); Objekt mit verkehrshistorischer und technikgeschichtlicher Bedeutung | 09305782 |
| Weitere Bilder | Bahnhof Oschatz | Oschatz Bahnhofsplatz 2 (Karte)                  | 1880 (Empfangsgebäude); um 1900 (Stellwerk); Ende 19. Jahrhundert (Bahnwärterhaus); 1920 (Kran) | Bahnhof mit Empfangsgebäude, Abgang zum Fußgängertunnel, Nebengebäude (neben dem Empfangsgebäude), Umladeanlage mit Bockkran, Stellwerksgebäude sowie Bahnwärterhaus mit Nebengebäude; als historische Bahnhofsanlage an der ersten Fernbahnstrecke Leipzig–Dresden und der noch betriebenen Döllnitzbahn von ortshistorischer und verkehrsgeschichtlicher Bedeutung | 08973796 |
| Weitere Bilder | Straßenbrücke über die Döllnitz | Oschatz Breite Straße (Karte)                    | um 1600 (Schlussstein); 1. Hälfte 20. Jahrhundert (Straßenbrücke)                               | Rundbogenbrücke mit altem Schlussstein, Schlussstein in Zweitverwendung als Markierung eines alten Brückenstandortes, verkehrsgeschichtliches Zeugnis | 08972716 |
|                | Südbahnhof Oschatz; Eisenbahnstrecke Oschatz–Mügeln–Döbeln; Döllnitzbahn (Sachgesamtheit)                                             | Oschatz Freiherr-vom-Stein-Promenade 1 (Karte)   | um 1885, später überformt (Personenbahnhof)                                                     | Einzeldenkmal der Sachgesamtheit Döllnitzbahn: Bahnhof der Schmalspurbahn (siehe auch Sachgesamtheit 09305782); als Schmalspurbahnhof von eisenbahngeschichtlicher und ortsgeschichtlicher Bedeutung | 08973791 |
|                | Obermühle | Oschatz, Hospitalstraße 16 (Karte)               | um 1842, später überformt (Mühle)                                                               | Mühlengebäude (mit technischer Ausstattung) in halboffener Bebauung und in Ecklage; als alte Stadtmühle an einem seit dem Mittelalter nachweisbaren Mühlenstandort von ortsgeschichtlicher Bedeutung | 08972740 |
| Weitere Bilder | Zwei Speichergebäude | Oschatz Hubertusburger Straße 8 (Karte)          | 1934 (Speicher)                                                                                 | architektonisch anspruchsvolle Gebäude, durch Lage an Bahnstrecke ortsbildprägend, technikgeschichtlich von Bedeutung | 08973840 |
| Weitere Bilder | Städtisches Elektrizitätswerk | Oschatz Lichtstraße 1 (Karte)                    | 1909 (Kraftwerk); um 1935 (erstes Nebengebäude); um 1955 (zweites Nebengebäude)                 | Elektrizitätswerk mit zwei Nebengebäuden; als erstes Elektrizitätswerk von Oschatz von ortshistorischer und technikgeschichtlicher Bedeutung | 08973804 |
| Weitere Bilder | Filzfabrik Ambrosius Marthaus (ehem.)                                                                                                 | Oschatz Lichtstraße 3 (Karte)                    | 1912, nach Auskunft (Fabrikgebäude); um 1935 (Blockhaus)                                        | Ehemalige Textilfabrik mit Wollverarbeitungshalle, Heizhaus mit Schornstein und Blockhaus mit Bunker und Schwimmbecken; architektonisch qualitätvolle Gebäude, Bunker der 1930er Jahre Zeugnis der nationalsozialistischen Betriebspolitik und Kriegsvorsorgeals, alte Filzfabrik von industriegeschichtlicher und ortsgeschichtlicher Bedeutung | 08973801 |
|                | Transformatorenstation | Oschatz Schlachthofstraße 2 (bei) (Karte)        | um 1915 (Transformatorenstation)                                                                | als frühes Transformatorenhaus ein Zeugnis von technikgeschichtlicher Bedeutung | 08973803 |
|                | Niedermühle | Oschatz Schmorlstraße 4 (Karte)                  | bezeichnet 1870 (Mühle); 1912 (Mühlentechnik); 1950 nach Auskunft (Mühlentechnik)               | Mühlengebäude (mit technischer Ausstattung); als Mühle mit Ausstattung an altem Mühlenstandort von ortsgeschichtlicher und technikgeschichtlicher Bedeutung | 08973495 |
| Weitere Bilder | Haltepunkt Körnerstraße; Eisenbahnstrecke Oschatz–Mügeln–Döbeln; Döllnitzbahn (Sachgesamtheit)                                        | Oschatz Theodor-Körner-Straße (Karte)            | um 1930 (Wartehalle)                                                                            | Einzeldenkmal der Sachgesamtheit Döllnitzbahn: Haltepunkt einer Schmalspurbahn (siehe auch Sachgesamtheit 09305782); als gut erhaltener Haltepunkt der Schmalspurbahn von ortshistorischer und verkehrsgeschichtlicher Bedeutung | 08973795 |
|                | Mühle (mit Anbau) | Schmorkau Straße des Friedens 11 (Karte)         | bezeichnet 1806 (Mühle)                                                                         | weitgehend original erhaltener Bau, durch seine Kubatur von straßenbildprägender Wirkung, aufgrund seiner ursprünglichen Funktion als Wassermühle von ortshistorischer Bedeutung | 08973504 |
|                | Wegestein | Zöschau Salbitzer Straße 23 (bei) (Karte)        | bezeichnet 1849 (Wegestein)                                                                     | verkehrsgeschichtlich bedeutend | 08973517 |

## Rackwitz
| Bild                                    | Bezeichnung            | Lage              | Datierung                                             | Beschreibung | ID       |
| --------------------------------------- | ---------------------- | ----------------- | ----------------------------------------------------- | --- | -------- |
| Direkt Bild zu diesem Denkmal hochladen | Wegestein              | Kreuma (Karte)    | 19. Jahrhundert (Wegestein)                           | Sandsteinstele mit Inschrift, verkehrsgeschichtlich von Bedeutung | 08972783 |
|                                         | Getreidemühle Rackwitz | Rackwitz (Karte)  | Ende 19. Jahrhundert (Mühle); bezeichnet 1928 (Mühle) | Mühle (mit historischer Technik) und Scheune eines Mühlenanwesens; von technikgeschichtlicher Bedeutung als gut erhaltenes Beispiel industrialisierter Mühlentechnik mit fast kompletter Ausstattung | 08972826 |
| Weitere Bilder                          | Bahnhof Zschortau      | Zschortau (Karte) | um 1870 (Empfangsgebäude)                             | Empfangsgebäude mit angebautem Güterschuppen eines Bahnhofs; Klinkerbau, verkehrsgeschichtliche und ortsgeschichtliche Bedeutung                                                                     | 08972836 |

## Schkeuditz, Stadt
| Bild                                    | Bezeichnung                                                    | Lage                  | Datierung                                                                                  | Beschreibung | ID       |
| --------------------------------------- | -------------------------------------------------------------- | --------------------- | ------------------------------------------------------------------------------------------ | --- | -------- |
|                                         | Zschampert-Durchlass; Elster-Saale-Kanal (Sachgesamtheit)      | Dölzig (Karte)        | 1934 (Kanal)                                                                               | Einzeldenkmal der Sachgesamtheit Elster-Saale-Kanal (Teilabschnitt Schkeuditz, Stadt, OT Dölzig): Zschampert-Durchlass zwischen Burghausen und Dölzig (siehe auch Sachgesamtheit 09303057, OT Dölzig); Technisches Denkmal | 09259327 |
|                                         | Elster-Saale-Kanal (Sachgesamtheit)                            | Dölzig (Karte)        | ab 1933 (Kanal)                                                                            | Sachgesamtheitsbestandteil der Sachgesamtheit Elster-Saale-Kanal (Teilabschnitt Schkeuditz, Stadt, OT Dölzig) mit folgenden Einzeldenkmalen: Zschampert-Durchlass zwischen Burghausen und Dölzig (siehe Einzeldenkmal 09259327, ohne Anschrift), Straßenunterführung des Elster-Saale-Kanals (siehe Einzeldenkmal 09259267, Am Kanal), Straßenunterführung des Elster-Saale-Kanals (siehe Einzeldenkmal 09259268, Auenstraße) und Straßenbrücke über den Elster-Saale-Kanal (siehe Einzeldenkmal 09259328, Äußere Gundorfer Straße) (siehe auch Sachgesamtheit 09259222, Leipzig, Stadt, OT Burghausen-Rückmarsdorf, ohne Anschrift); Technisches Denkmal                                   | 09303057 |
|                                         | Elster-Saale-Kanal (Sachgesamtheit)                            | Dölzig (Karte)        | 1935 (Straßentunnel)                                                                       | Einzeldenkmal der Sachgesamtheit Elster-Saale-Kanal (Teilabschnitt Schkeuditz, Stadt, OT Dölzig): Straßenunterführung des Elster-Saale-Kanals (siehe auch Sachgesamtheit 09303057, OT Dölzig); technisches Denkmal | 09259267 |
|                                         | Gasthof Holländische Mühle                                     | Dölzig (Karte)        | 18. Jahrhundert (Gasthof)                                                                  | Gasthof (zeitweilig auch Zollhaus) mit Saal-Anbau und vier Mühlsteine vor dem Gasthof; stattlicher Putzbau mit Mansarddach, von 1815 bis 1834 Zollstation zwischen den Königreichen Sachsen und Preußen, regionalgeschichtlich von Bedeutung | 09259242 |
|                                         | Elster-Saale-Kanal (Sachgesamtheit)                            | Dölzig (Karte)        | um 1935 (Straßentunnel)                                                                    | Einzeldenkmal der Sachgesamtheit Elster-Saale-Kanal (Teilabschnitt Schkeuditz, Stadt, OT Dölzig): Straßenunterführung des Elster-Saale-Kanals (siehe auch Sachgesamtheit 09303057, OT Dölzig); technisches Denkmal | 09259268 |
|                                         | Ochsenwegbrücke; Elster-Saale-Kanal (Sachgesamtheit)           | Dölzig (Karte)        | 1936-1937 (Straßenbrücke)                                                                  | Einzeldenkmal der Sachgesamtheit Elster-Saale-Kanal (Teilabschnitt Schkeuditz, Stadt, OT Dölzig): Straßenbrücke über den Elster-Saale-Kanal (siehe auch Sachgesamtheit 09303057, OT Dölzig); verkehrsgeschichtlich von Bedeutung | 09259328 |
|                                         | Bockwindmühle Dölzig                                           | Dölzig (Karte)        | 19. Jahrhundert (Mühle)                                                                    | Bockwindmühle, heute Wohnhaus; von technikgeschichtlicher Bedeutung | 09259266 |
|                                         | Mühlgut Panthey                                                | Freiroda (Karte)      | 19. Jahrhundert (Müllerwohnhaus); um 1900 (Seitengebäude); bezeichnet 1924 (Scheune)       | Wohnhaus, zwei Seitengebäude, Scheune, zwei Toranlagen und Hofpflaster eines Mühlenanwesens (Vierseithof); zum Teil Putzbauten, zum Teil Ziegelbauten, in regionaltypischer Bauweise (Bockwindmühle auf dem Grundstück 2005 abgebrochen), baugeschichtliche und ortsgeschichtliche Bedeutung | 08972926 |
|                                         | Transformatorenturm                                            | Freiroda (Karte)      | nach 1920 (Transformatorenstation)                                                         | aufwendig gestalteter Ziegelbau, in markanter Ortslage, von technikgeschichtlicher Bedeutung | 08972931 |
|                                         | Berndorfsche Bockwindmühle                                     | Freiroda (Karte)      | 1820 (Mühle)                                                                               | Bockwindmühle; wichtiger Bestandteil der einst windmühlenreichen Landschaft, mit seltener, kompletter Innenausstattung, technikgeschichtliche Bedeutung | 08972936 |
|                                         | Transformatorenturm                                            | Glesien (Karte)       | nach 1920 (Transformatorenstation)                                                         | in straßenbildprägender Ecklage, von technikgeschichtlicher Bedeutung | 08972972 |
|                                         | Wegestein                                                      | Kleinliebenau (Karte) | 19. Jahrhundert (Wegestein)                                                                | verkehrsgeschichtlich von Bedeutung | 09259336 |
|                                         | AERO-Park Kursdorf; Flugzeug Iljuschin-IL 18                   | Kursdorf (Karte)      | 1960 (Flugzeug)                                                                            | Flugzeug vom Typ Iljuschin-IL 18 W; Neuanstrich 2010, technisches Denkmal | 09256726 |
|                                         | Flughafen Leipzig/Halle; Leuchtfeuer                           | Kursdorf (Karte)      | 1939 (Luftfahrt)                                                                           | Flughafenleuchtfeuer; eines von ehemals drei hydraulisch versenkbaren Leuchtfeuern, Seltenheitswert, einzigartiges Dokument der deutschen Luftfahrtgeschichte, technikgeschichtlich von Bedeutung | 08985864 |
| Direkt Bild zu diesem Denkmal hochladen | Provinzial-Irren-Anstalt Altscherbitz (ehem.) (Sachgesamtheit) | Schkeuditz (Karte)    | 1894 (Wasseraufbereitungsanlage)                                                           | Einzeldenkmal der Sachgesamtheit ehemalige Provinzial-Irren-Anstalt Altscherbitz: Wasseraufbereitungsanlage (siehe Sachgesamtheit 08966026); technikgeschichtlich und ortsgeschichtlich von Bedeutung, ehemals Trinkwasserversorgung (heute Brauchwasserversorgung) für die ehemalige Provinzial-Irren-Anstalt Altscherbitz | 09257267 |
|                                         | Mühle Altscherbitz                                             | Schkeuditz (Karte)    | um 1880/1900 (Mühle)                                                                       | Mühlenanlage, bestehend aus Müllerwohnhaus, Mühlengebäude, Turbinenhaus, Speichergebäude, Silo, Stallgebäude und Toreinfahrt; alte Ortslage Altscherbitz, zum Teil Ziegelfassaden, zum Teil Putzbauten, ortsgeschichtlich und technikgeschichtlich von Bedeutung | 08966029 |
|                                         | Wasserturm Schkeuditz                                          | Schkeuditz (Karte)    | bezeichnet 1909 (Wasserturm)                                                               | Wasserturm mit Einfriedung; ortsbildprägendes technisches Denkmal, auch kunsthistorisch interessant, Zeugnis der Ortsentwicklung | 09258683 |
|                                         | Provinzial-Irren-Anstalt Altscherbitz (ehem.) (Sachgesamtheit) | Schkeuditz (Karte)    | 1876-1912 (Heilanstalt); 1912 (Anstaltskirche); um 1885 (Wasserturm); 1868–1888 (Drainage) | Einzeldenkmale der Sachgesamtheit ehemalige Provinzial-Irren-Anstalt Altscherbitz: Wohnheime, Verwaltungsgebäude, Apotheke, Ambulanz, Anstaltskirche, Wasserturm und ehemaliges Beamtenwohnhaus (Arzt und Anstaltsverwalter) der Kaiser-Wilhelm-Augusta-Stiftung der ehemaligen Provinzial-Irren-Anstalt Altscherbitz sowie Drainagesystem auf dem Anstaltsgelände (siehe Sachgesamtheit 08966026); baugeschichtlich, medizingeschichtlich, ortsgeschichtlich und technikgeschichtlich von Bedeutung, heute Sächsisches Krankenhaus Altscherbitz, überwiegend gründerzeitliche Klinkerbauten, Flächendrainage zur Trocknung des Areals der ehemaligen Provinzial-Irren-Anstalt Altscherbitz | 08966021 |
| Direkt Bild zu diesem Denkmal hochladen | Provinzial-Irren-Anstalt Altscherbitz (ehem.) (Sachgesamtheit) | Schkeuditz (Karte)    | 1886 (Ringofen)                                                                            | Einzeldenkmal der Sachgesamtheit ehemalige Provinzial-Irren-Anstalt Altscherbitz: ehemaliger Ringofen der zur Irren-Anstalt Altscherbitz gehörenden Ziegelei (siehe Sachgesamtheit 08966026); Technisches Denkmal und ortsgeschichtlich von Bedeutung | 09257269 |
|                                         | Altes Amtshaus                                                 | Schkeuditz (Karte)    | 16. Jahrhundert im Kern (Polizei); nach 1815 (Radwinde)                                    | Ehemaliges Amtsgebäude in Ecklage, heute Polizeigebäude, mit Radwinde im Gebäude; Putzbau, Gebäude von ortsgeschichtlicher Bedeutung in städtebaulich wichtiger Lage, Radwinde von technikgeschichtlicher Bedeutung | 09258294 |
|                                         | Transformatorenturm                                            | Wolteritz (Karte)     | um 1920 (Transformatorenstation)                                                           | markantes Gebäude von technikgeschichtlicher Bedeutung | 08972954 |

## Schönwölkau
| Bild                                    | Bezeichnung                                      | Lage                                | Datierung                                           | Beschreibung | ID       |
| --------------------------------------- | ------------------------------------------------ | ----------------------------------- | --------------------------------------------------- | --- | -------- |
|                                         | Wassermühle Badrina                              | Badrina (Karte)                     | um 1790 (Mühle)                                     | Mühle; Wassermühle später zu Bäckerei umgebaut, Holzbackofen erhalten, Obergeschoss Fachwerk, von technikgeschichtlicher, ortsgeschichtlicher Bedeutung | 08974665 |
| Direkt Bild zu diesem Denkmal hochladen | Alte Schmiede                                    | Badrina (Karte)                     | 2. Hälfte 18. Jahrhundert, im Kern älter (Schmiede) | Wohnhaus und daran angebautes Werkstattgebäude einer Schmiede; Wohnhaus eingeschossiger Lehmbau, Nebengebäude mit Fachwerk-Obergeschoss, von ortshistorischer und technikgeschichtlicher Bedeutung                                                                                               | 08974666 |
|                                         | Transformatorenturm                              | Brinnis (Karte)                     | um 1910 (Transformatorenstation)                    | Zeugnis der regionalen Elektrifizierung, technik-, orts- und versorgungsgeschichtliche Bedeutung | 08974639 |
| Weitere Bilder                          | Bockwindmühle                                    | Lindenhayner Straße 6 (Karte)       | 19. Jahrhundert                                     | Regionaltypische ehemalige Windmühle mit erhaltenen Übertragungselementen im Inneren, ortsbildprägende und technikhistorische Bedeutung, elektrisch betriebene Getreidemühle | 08974633 |
| Weitere Bilder                          | Bockwindmühle Hohenroda                          | Hohenroda (Karte)                   | 1790 (Mühle)                                        | Reste einer Bockwindmühle; Bauteile und technische Ausstattung der Originalmühle (Ersterwähnung 1790) auf dem Mühlengelände (am alten Standort steht eine dem Original nachgebaute Windmühle von 1996/1997, ohne Wiederverwendung von originaler Substanz), von technikgeschichtlicher Bedeutung | 08974676 |
|                                         | Wegestein                                        | Lindenhayn (Karte)                  | 2. Hälfte 19. Jahrhundert (Wegestein)               | von verkehrshistorischer Bedeutung | 08974611 |
| Weitere Bilder                          | Bockwindmühle Lindenhayn                         | Lindenhayn Dübener Straße 2 (Karte) | bezeichnet 1741 (Mühle)                             | Bockwindmühle (ohne neuere Anbauten); von bauhistorischer und technikgeschichtlicher Bedeutung | 08974620 |
| Weitere Bilder                          | Gruppachmühle Mocherwitz                         | Mocherwitz Mühle (Karte)            | 1823 (Mühle)                                        | Bockwindmühle; von ortshistorischer, technikgeschichtlicher und ortsbildprägender Bedeutung | 08974667 |
|                                         | Mühle, Wohnhaus und Scheune eines Mühlenanwesens | Wölkau (Karte)                      | bezeichnet 1948, im Kern älter (Mühle)              | alte Ortslage Kleinwölkau, von heimatund wirtschaftshistorischer Bedeutung | 08974609 |
| Direkt Bild zu diesem Denkmal hochladen | Straßenbrücke über die Leine                     | Wölkau (Karte)                      | bezeichnet 1932 (Straßenbrücke)                     | alte Ortslage Großwölkau, kleine Stahlbetonbrücke, von verkehrshistorischer Bedeutung | 08974595 |

## Taucha, Stadt
| Bild           | Bezeichnung                                          | Lage                                | Datierung                                                | Beschreibung | ID       |
| -------------- | ---------------------------------------------------- | ----------------------------------- | -------------------------------------------------------- | --- | -------- |
|                | Mitteldeutsche Motorenwerke (MIMO)                   | Graßdorf (Karte)                    | nach 1935 (Verwaltungsgebäude)                           | Verwaltungsgebäude einer Fabrik; zeittypischer Klinkerbau der 1930er Jahre, baugeschichtlich und ortsgeschichtlich von Bedeutung | 09305651 |
|                | Transformatorenstation                               | Graßdorf (Karte)                    | um 1910 (Transformatorenstation)                         | Zeugnis der regionalen Elektrifizierung, technik- und versorgungsgeschichtliche Bedeutung | 09255991 |
| Weitere Bilder | Bockwindmühle Merkwitz                               | Merkwitz (Karte)                    | Ende 19. Jahrhundert (Mühle); bezeichnet 1940 (Speicher) | Bockwindmühle (Alte Salzstraße 1a) und Speicher (An der Mühle Merkwitz 35) eines Mühlenanwesens; ortsbildprägend und von technikgeschichtlicher Bedeutung                                                                                               | 09257070 |
|                | Mühle Plösitz                                        | Plösitz (Karte)                     | um 1905 (Müllerwohnhaus)                                 | Wohnhaus eines Mühlenanwesens; historistische Putzfassade, zeittypisches Müllerhaus in markanter Lage am Ortseingang, baugeschichtliche Bedeutung | 09257108 |
|                | Alte Mühle                                           | Seegeritz Hauptstraße 12 (Karte)    | 19. Jahrhundert (Wohnhaus)                               | Wohnhaus eines Mühlenanwesens; von ortsgeschichtlicher Bedeutung | 08970577 |
| Weitere Bilder | Landmannsche Bockwindmühle                           | Taucha (Karte)                      | 1831 (Mühle)                                             | Bockwindmühle; ortsbildprägende Mühle (bis 1960 in Betrieb), heimatund technikgeschichtliche Bedeutung | 09257049 |
| Weitere Bilder | Bahnhof Taucha                                       | Taucha Bahnhofstraße 1 (Karte)      | 1874 (Empfangsgebäude)                                   | Empfangsgebäude und Güterabfertigungsgebäude eines Bahnhofs; Empfangsgebäude regionaltypischer Klinkerbau, baugeschichtlich, ortsentwicklungsgeschichtliche, eisenbahngeschichtlich und technikgeschichtlich von Bedeutung                              | 09305344 |
|                | Beka-Pumpenwerk                                      | Taucha Gerichtsweg 10 (Karte)       | um 1920 (Fabrikanlagenteil); um 1920 (Pförtnerhaus)      | Fabrikhallen mit Verwaltungsgebäude, Schornstein und Pförtnerhaus eines Pumpenwerkes; unversehrt erhaltene Industriearchitektur, anspruchsvolle und qualitätvolle Klinkerfassade, baugeschichtliche und technikgeschichtliche Bedeutung                 | 09257046 |
|                | Elektrizitätswerk                                    | Taucha Graßdorfer Straße 11 (Karte) | bezeichnet 1898 (E-Werk)                                 | Verwaltungsgebäude mit Werkhalle, Einfriedung und Toranlage eines ehemaligen Elektrizitätswerkes; typische Industriearchitektur der Jahrhundertwende um 1900, sorgfältig gegliederter Klinkerbau, baugeschichtliche und technikgeschichtliche Bedeutung | 09256987 |
|                | Steinwegsmühle; Fröhlichs Mühle                      | Taucha (Karte)                      | frühes 19. Jahrhundert (Müllerwohnhaus)                  | Wohnhaus (mit rückwärtigem Anbau), drei Nebengebäude und Hoftor eines Mühlengrundstückes; als ehemals städtische Wassermühle von ortsgeschichtlicher Bedeutung, die Gesamtanlage hat ortsbildprägenden Charakter, technikgeschichtliches Denkmal        | 09256925 |
|                | Kabelverzweiger der Deutschen Reichspost             | Taucha Markt 2 (Karte)              | um 1913 (Kabelverzweiger)                                | Kabelverzweigergehäuse für Telefonanschlüsse; Kabelverzweiger ähnlich den Leipziger Typen, Metallgehäuse, technikgeschichtlich von Bedeutung, Seltenheits- und Dokumentationswert                                                                       | 08971848 |
|                | Straßenlaterne und Verkehrsinsel mit Straßenpflaster | Taucha Portitzer Straße (Karte)     | um 1960 (Straßenlaterne)                                 | gut gegliedertes Stadtmöbel der 1950er Jahre, technikgeschichtlich von Bedeutung, ortsbildprägende Wirkung | 09259824 |

## Torgau, Stadt
| Bild           | Bezeichnung | Lage                                                     | Datierung                                               | Beschreibung | ID       |
| -------------- | --- | -------------------------------------------------------- | ------------------------------------------------------- | --- | -------- |
|                | Wegesäule | Beckwitz (Karte)                                         | 18. Jahrhundert oder 19. Jahrhundert (Wegestein)        | Schaft mit flachem, gewölbtem Abschluss, Inschriften und Richtungsanzeigern; verkehrsgeschichtlich von Bedeutung | 09286259 |
|                | Wegestein | Loßwig (Karte)                                           | Mitte 19. Jahrhundert (Wegestein)                       | hoher Schaft mit Abdeckplatte, Inschriften und Richtungsanzeiger, verkehrsgeschichtlich von Bedeutung | 08967240 |
|                | Wegestein | Mehderitzsch (Karte)                                     | 1. Hälfte 19. Jahrhundert (Wegestein)                   | Schaft mit flacher, pyramidenförmiger Abdeckung, Inschriften und Richtungsweisern, verkehrsgeschichtlich von Bedeutung | 08967105 |
|                | Wasserwerk | Mehderitzsch Hauptstraße 27 (Karte)                      | 1903 (Wasserwerk)                                       | Wasserwerk, bestehend aus Maschinenhaus und Lagergebäude; markante, historisierende Klinker-Putz-Bauten, baugeschichtlich von Belang, zudem technikgeschichtliche Bedeutung | 09229238 |
|                | Transformatorenhäuschen | Melpitz Windmüllerstraße 29 (Karte)                      | Anfang 20. Jahrhundert (Transformatorenstation)         | über quadratischem Grundriss mit Satteldach und Simsabdeckung, verputzt, baugeschichtlich und technikgeschichtlich von Belang | 09287231 |
|                | Staupitzer Windmühle | Staupitz (Karte)                                         | bezeichnet 1807 (Mühle)                                 | Bockwindmühle; Fuß und Mühlenhaus, ortsgeschichtlich und technikgeschichtlich von Bedeutung | 08967102 |
|                | Brückenköpfe aus Quadermauerwerk | Torgau (Karte)                                           | 2. Hälfte 19. Jahrhundert (Eisenbahnbrücke)             | zum Teil mit Ziegelmauerwerk ergänzt, die ehemalige Stahlfachwerkbrücke mit gekrümmten Obergurt-Auflagern ist mittlerweile abgebaut und ersetzt, Zeugnis der Bau- und Verkehrsgeschichte | 09286704 |
| Weitere Bilder | Wasserturm | Torgau Am Wasserturm 1 (Karte)                           | 1903 (wassertechnische Anlage)                          | Wasserturm, Pumpenhäuschen und Verwaltungsgebäude; wassertechnische Anlage aus dem Jahre 1903, zudem auch von besonderer baukünstlerischer Qualität (insbesondere der weithin sichtbare, mit farbigen Ziegeln und Zierrat hervorgehobene Wasserturm) | 09286499 |
|                | Ständer-Wehr | Torgau Dahlener Straße (Karte)                           | 1674 (Wehr); 1. H. 19. Jahrhundert (Geländer)           | Grundablass bzw. Teichständer des Großen Teichs, Anlage aus Mauer mit Sandsteinquadern, Treppe sowie Wehr und Geländer; der Große Teich gehört mit seinen Anlagen zu den ältesten Denkmalen der Produktionsgeschichte im sächsischen Raum (siehe Dahlener Straße, Großer Teich), technikgeschichtlich von Bedeutung | 09286700 |
| Weitere Bilder | Landes-Haupt-Festung (ehem.); Schleusenlünette I | Torgau Dahlener Straße (Karte)                           | 1831–1833 (Festungswerk)                                | Überflutungsanlage aus Sandsteinmauern mit wulstartiger Abdeckung; erhaltenes Werk der historischen Stadtbefestigung aus der preußischen Garnisonszeit, militärhistorisch und ortsgeschichtlich von Bedeutung | 09287038 |
|                | Straßenbrücke über den Schwarzen Graben | Torgau Dahlener Straße (Karte)                           | 17./18. Jahrhundert (Straßenbrücke)                     | Bogenbrücke aus Bruchstein und Quadermauerwerk, als original erhaltenes Brückenbauwerk des 17./18. Jahrhundert bedeutend, möglicherweise Teil des Großen Teichs, der zu den ältesten Denkmalen der Produktionsgeschichte im sächsischen Raum zählt (siehe Dahlener Straße, Großer Teich), baugeschichtlich und technikgeschichtlich von Bedeutung | 09286701 |
| Weitere Bilder | Großer Teich | Torgau Dahlener Straße (Karte)                           | 1483–1484 (Teich)                                       | Anlage des Teichs einschließlich Dammbauwerk und Allee; als im späten Mittelalter künstlich angelegter Fischzuchtteich (zeitweilig diente er auch der Landwirtschaft) von besonderer wirtschaftsgeschichtlicher Bedeutung (siehe auch Dahlener Straße, Ständer-Wehr und Bogenbrücke sowie Turnierplatzweg, Zweibogenbrücke) | 09287207 |
| Weitere Bilder | Landes-Haupt-Festung (ehem.); Schleusenlünette II (ehem.) | Torgau, Prager Straße / Friedrich-Naumann-Straße (Karte) | 1831–1833 (Festungswerk)                                | Überflutungsanlage aus Sandsteinmauer mit wulstartiger Abdeckung; erhaltenes Werk der historischen Stadtbefestigung aus der preußischen Garnisonszeit, militärhistorisch von Bedeutung | 09286677 |
|                | Hafenbahn Torgau | Torgau (bei) Dr.-Külz-Ufer 18 (Karte)                    | um 1898 (Eisenbahnbrücke)                               | Eisenbahnbrücke; Stahlfachwerkbrücke der Hafenbahn Torgau über den Schwarzen Graben, eisenbahngeschichtlich und baugeschichtlich von Bedeutung sowie ortsbildprägend | 09305319 |
|                | Brückenkopf bzw. Widerlager mit Bogen, Pfeiler und Wasserstandsanzeige der alten Straßenbrücke                                                                                 | Torgau (Karte)                                           | 1811 (Straßenbrücke)                                    | von hohem Symbol- und Erinnerungswert für Begegnung an der Elbe (1945), geschichtlich von Bedeutung, zudem als Teil der historischen Befestigung aus der Zeit der Napoleonischen Kriege militärhistorisch bedeutsam | 09287005 |
|                | Gebäude der ehemaligen Strommeisterei | Torgau Elbstraße 19 (Karte)                              | letztes Viertel 19. Jahrhundert (Brückenwärterhaus)     | Klinker, an seiner Stelle stand vordem die Brückenschreiberwohnung, wichtiger Maßstabbildner, ortsgeschichtlich von Bedeutung | 09286999 |
|                | Elbmagazin | Torgau Elbstraße 21 (Karte)                              | 1782–1784 (Speicher)                                    | Speichergebäude; einzigartiger barocker Zweckbau, zudem bedeutend für Militär- und Ortsgeschichte sowie von Bedeutung für das Ortsbild | 09287014 |
|                | Salzhof | Torgau (Karte)                                           | bezeichnet 1766 (Wohnhaus)                              | Verwalterwohnhaus und Salzspeicher; markante barocke Gebäude von architekturhistorischem sowie baukünstlerischem Wert, zudem von Bedeutung für die Ortsgeschichte und die Wirtschaftsgeschichte (Denkmal des Handels und der Lagerwirtschaft) | 09286990 |
|                | Speichergebäude | Torgau Güterbahnhofstraße 7 (Karte)                      | um 1910 (Speicher)                                      | mit Klinkerarchitektur aus Lisenen, Segmentbogenfenstern, Zahnschnittfries und gotisierenden Giebeln, wirtschaftsgeschichtliches Zeugnis im Zusammenhang mit Versorgung Torgaus, als Beispiel eines gestalterisch gelungenen Zweckbaus der Frühen Sachlichkeit von architekturhistorischem Wert, zudem bedeutend für das Ortsbild | 09286983 |
|                | Speichergebäude am Bahnhof | Torgau Güterbahnhofstraße 11 (Karte)                     | 1902 (Speicher)                                         | Anlage aus massivem Speichertrakt mit Lisenengliederung, Dreiecksgiebel und drei Turmaufbauten sowie seitlichem Silo, eines der markantesten Speichergebäude der frühen Sachlichkeit in Sachsen und somit von architekturhistorischem Wert (besonderer stilgeschichtlicher Wert) und singulärer Bedeutung (Seltenheitswert), zudem wirtschaftsgeschichtliches Zeugnis im Zusammenhang mit Versorgung Torgaus nach 1900, außerdem als ein Wahrzeichen bedeutend für das Ortsbild | 09286982 |
|                | Speichergebäude | Torgau Güterbahnhofstraße 11a (Karte)                    | um 1910 (Speicher)                                      | langgestreckt, mit Klinkerarchitektur aus Lisenen, Segmentbogenfenstern und Zahnschnittfries, wirtschaftsgeschichtliches Zeugnis im Zusammenhang mit Versorgung Torgaus Anfang des 20. Jahrhunderts, zudem bauliches Dokument der Industriearchitektur nach 1900 | 09286981 |
| Weitere Bilder | Wasserturm | Torgau Güterbahnhofstraße 12a (Karte)                    | Ende 19. Jahrhundert (Wasserturm)                       | Wasserturm; im Bahnhofsbereich gelegen, gestalterisch qualitätvoll, mit verschiedenfarbiger Klinkerfassade, Blendbogengliederung und Fachwerkaufsatz, architekturhistorisch bedeutender Zweckbau, wichtig für das Ortsbild, darüber hinaus als Technisches Denkmal von Bedeutung | 09286984 |
|                | Reste eines Kalkofens | Torgau (gegenüber) Hafenschlößchen 1 (Karte)             | um 1820 (Kalkofen)                                      | industriegeschichtlich und ortsgeschichtlich von Bedeutung | 09287050 |
|                | Marmeladenfabrik Leue & Weise; später Stahlgießerei; später Steingutfabrik Villeroy & Boch                                                                                     | Torgau (Karte)                                           | nach 1900 (Fabrikgebäude)                               | Fabrikgebäude; mit gestalteter gelber Klinkerfassade, seitlicher Turmanbau weithin sichtbar, in der Stadtsilhouette wirkendes, ortsbildprägendes Bauwerk, zudem Zeugnis der Industriearchitektur um 1900 und somit von architekturhistorischem Wert | 09286988 |
|                | Gaswerk Torgau | Torgau (Karte)                                           | um 1900 (Gaswerk)                                       | Vier Gaswerksgebäude mit Klinkerfassaden; teilweise reich gegliedert (Giebel, Zahnschnittfriese, Rundbogenbzw. Segmentbogenfenster, Lisenen, Aufsätze usw.), Denkmal der Industriearchitektur, zudem von ortsgeschichtlichem Wert | 09286985 |
|                | Steingutfabrik Villeroy & Boch | Torgau (Karte)                                           | Ende 19. Jahrhundert (Fabrik)                           | Fabrikgebäude; mit Türmchen und Zinnenformen burgähnlich gestaltet, qualitätvolles Beispiel der Burgenarchitektur im Industriebau des ausgehenden 19. Jahrhunderts, von architekturhistorischem Wert, zudem bedeutend für Ortsbild (Hafenansicht) | 09286987 |
|                | Landes-Haupt-Festung (ehem.); Batardeau am Oberhafentor | Torgau (Karte)                                           | 1829 (Batardeau)                                        | Langgezogener Damm mit Sandsteinmauer und kegelförmigem Aufbau; wassertechnische Anlage der historischen Befestigung Torgaus aus der 1. Hälfte des 19. Jahrhunderts, eine der wenigen Anlagen dieser Art, militär- und ortsgeschichtlich von Bedeutung | 09287051 |
| Weitere Bilder | Pegelanlage mit Lattenund Schreibpegel, massive Häuschen mit Schreibpegel gestalterisch durch sechseckigen Grundriss, Zeltdach, Ziegelmauerwerk und Zierelemente hervorgehoben | Torgau Loßwiger Weg 25 (Karte)                           | 1897 (Pegelhaus)                                        | bedeutsames historisches Zeugnis der ersten systematischen und wissenschaftlich fundierten Wasserstandsmessung, von technikgeschichtlichem Wert, Seltenheitswert, bedeutend für Ortsgeschichte und Ortsbild (Ansicht Hafen) | 09287048 |
|                | Landes-Haupt-Festung (ehem.); Batardeau am Unterhafentor | Torgau Pestalozziweg (Karte)                             | nach 1811 (oder 1829)                                   | Langgezogener Damm mit Sandsteinmauer und kegelförmigem Aufbau; wassertechnische Anlage der historischen Befestigung Torgaus aus der 1. Hälfte des 19. Jahrhunderts, eines der wenigen Beispiele dieser Art, militärhistorisch und ortsgeschichtlich von Bedeutung | 09286973 |
|                | Schlachthof Torgau (ehem.) | Torgau Pestalozziweg 13 (Karte)                          | um 1900 (Schlachthof)                                   | Schlachthof mit Produktionsgebäude, einschließlich Heizhaus und Esse, sowie Verwaltungsgebäude und eingeschossigem Nebengebäude; gestalterisch qualitätvolles Ensemble mit Klinkerund Klinker-Putz-Fassaden, besonders bemerkenswert die Blendbogenfassade des Produktionsgebäudes, von ortsgeschichtlichem und architekturhistorischem Wert (Zeugnis Industriearchitektur um 1900)                                                                                             | 09287035 |
|                | Werkstattgebäude | Torgau Schlachthofstraße (Karte)                         | um 1910 (Werkstatt)                                     | als gestalterisch hervorgehobener Zweckbau der Frühen Sachlichkeit (vor allem mit geometrischen Jugendstilelementen) von architekturhistorischem und baukünstlerischem Wert | 09287031 |
|                | Ehemaliger Kalkofen, heute Wohnhaus | Torgau Schlachthofstraße 1b (Karte)                      | 18./19. Jahrhundert (Kalkofen)                          | technikgeschichtlich von Bedeutung | 09287030 |
|                | Landes-Haupt-Festung (ehem.); Hauptwerk (ehem.) | Torgau Str. der Jugend 12c (Karte)                       | 1811-1813 (Festungswerk); 2. H. 19. Jahrhundert (Villa) | Villa mit Einfriedung; Gewölbe im Souterrain Teil der Bastion III bzw. der Kurtine zwischen Bastion III und IV, noch erhaltener Abschnitt der historischen Befestigung aus der Zeit der Napoleonischen Kriege, außerdem mit sogenanntem Aquädukttor an der Rückseite, städtebaulich und militärgeschichtlich von Bedeutung | 09287201 |
|                | Angerflutwehr | Torgau (Karte)                                           | 1676 (Straßenbrücke)                                    | Zweibogige Sandsteinbrücke als Rest des Angerflutwehrs, eingelassenes Sandsteinwappen war ursprünglich mit Datierung 1676 versehen, baugeschichtlich und technikgeschichtlich von Bedeutung | 09286702 |
|                | Lokschuppen mit Drehscheibe | Torgau Warschauer Straße (Karte)                         | 1910 (Lokschuppen)                                      | original erhaltener Klinkerbau über viertelkreisförmigem Grundriss mit markanter Esse und niedrigerem Anbau, zusammen mit der Drehscheibe Denkmal der Verkehrsgeschichte, in der Nähe der Hochstraße | 09286525 |
| Weitere Bilder | Landes-Haupt-Festung (ehem.); Schleusenlünette III (ehem.) | Torgau Wolffersdorffstraße (Karte)                       | 1831–1833 (Festungswerk)                                | Überflutungsanlage aus Sandsteinmauer mit wulstartiger Abdeckung; erhaltenes Werk der historischen Stadtbefestigung aus der preußischen Garnisonszeit, militärhistorisch bedeutend | 09286676 |
|                | Wegestein | Welsau                                                   | um 1900 (Wegestein)                                     | von verkehrshistorischer Bedeutung | 09286569 |

## Trossin
| Bild                                    | Bezeichnung            | Lage               | Datierung | Beschreibung | ID       |
| --------------------------------------- | ---------------------- | ------------------ | --- | --- | -------- |
|                                         | Dorfmühle Dahlenberg   | Dahlenberg (Karte) | 19. Jahrhundert (Mühle); 19. Jahrhundert (Getreidemühle); 19. Jahrhundert (Schneidemühle); Anfang 19. Jahrhundert (Müllerwohnhaus) | Wohnhaus, Mühlengebäude mit Mühlentechnik (Mahlmühle) und Holzschneidemühle mit Sägegatter eines Mühlenanwesens sowie Mühlgraben; ehemalige Wassermühle, bereits 1534 als Mühlenstandort erwähnt, baugeschichtlich, ortsgeschichtlich und technikgeschichtlich von Bedeutung                                      | 09285936 |
| Direkt Bild zu diesem Denkmal hochladen | Müllerwohnhaus         | Falkenberg (Karte) | Anfang 19. Jahrhundert (Müllerwohnhaus)                                                                                            | zugehörige Windmühle 1925 abgebrochen (später Mahlmühle), als Lehmbau baugeschichtlich und ortsgeschichtlich von Bedeutung | 09285941 |
|                                         | Wegestein              | Roitzsch (Karte)   | 19. Jahrhundert (Wegestein) | verkehrsgeschichtlich und ortsgeschichtlich von Bedeutung | 09285939 |
|                                         | Wegestein              | Roitzsch (Karte)   | 19. Jahrhundert (Wegestein) | verkehrsgeschichtlich und ortsgeschichtlich von Bedeutung | 09305274 |
| Direkt Bild zu diesem Denkmal hochladen | Furthmühle; Teichmühle | Trossin (Karte)    | 1796 (auf den Ruinen der 1755 abgebrannten Mühle); 1. Hälfte 20. Jahrhundert (Mühlentechnik); 1930 (Walzenstuhl)                   | Mühlengebäude mit angebautem Wohnteil einschließlich der vorhandenen mühlenund wassertechnischen Anlage, Turbinenhaus und Brücke über den Mühlgraben sowie Mühlsteine; im Wesentlichen original erhaltene und bedeutende Mühlenanlage, baugeschichtlich, ortsgeschichtlich und technikgeschichtlich von Bedeutung | 09286922 |
| Weitere Bilder                          | Braumeisterhaus        | Trossin (Karte)    | bezeichnet 1700 (Sozialgebäude) | Braumeisterhaus; eingeschossiger Putzbau mit übergiebeltem Mittelrisalit, baugeschichtlich und ortsgeschichtlich von Bedeutung | 09286274 |

## Wermsdorf
| Bild                                    | Bezeichnung | Lage                                 | Datierung | Beschreibung | ID       |
| --------------------------------------- | --- | ------------------------------------ | --- | --- | -------- |
| Weitere Bilder                          | Sandmühle | Calbitz Zur Sandmühle 35 (Karte)     | 1924 und später (Mühlentechnik)                                                                               | Mühlenausstattung; nahezu komplett erhaltene technische Ausstattung einer Mühle, technikgeschichtlich und handwerksgeschichtliche Bedeutung | 08974121 |
| Weitere Bilder                          | Sachgesamtheit Königlich-Sächsische Triangulierung („Europäische Gradmessung im Königreich Sachsen“); Station 18 Collm; Albertturm | Collm (Karte)                        | bezeichnet 1854 (Aussichtsturm); bezeichnet 1865 (Triangulationssäule); bezeichnet 1865 (Triangulationssäule) | Albertturm mit Triangulationssäule Station 1. Ordnung; qualitätvoller neoromanischer Aussichtsturm von regionalgeschichtlicher Bedeutung, Triangulationspunkt vermessungsgeschichtlich von Bedeutung | 08974020 |
|                                         | Geophysikalisches Observatorium Collm der Universität Leipzig                                                                      | Collm Bayreuther Weg 1 (Karte)       | 1932 (Observatorium)                                                                                          | Observatorium mit bauzeitlichem Mobiliar, Magnetwarte mit drei Variometern, Absoluthaus, Erdbebenwarte mit Wiechert-Seismograph und Benioff-Seismometer, Garage (Messhaus), Holzgebäude hinter Observatorium und Torpfosten; architektonisch qualitätvolle Anlage mit in weiten Teilen erhaltener bauzeitlicher Innenausstattung im Stil der Bauhaus-Moderne, durch historische Instrumente von großer technikgeschichtlicher Bedeutung | 08974147 |
|                                         | Windmühle Collm | Collm Oberweg (Karte)                | 19. Jahrhundert (Mühle)                                                                                       | Bockwindmühle; technikgeschichtlich und ortsbildprägend von Bedeutung | 08974019 |
|                                         | Rundbogenbrücke über die Döllnitz                                                                                                  | Liptitz (Karte)                      | bezeichnet 1858 (Straßenbrücke)                                                                               | aufwändig gestaltete Brücke, schönes historisches Zeugnis seiner Art, baugeschichtlich von Bedeutung | 08974005 |
|                                         | Rundbogenbrücke über die Döllnitz                                                                                                  | Liptitz (Karte)                      | um 1880 (Straßenbrücke)                                                                                       | Brückenbau mit ortsbildprägender Wirkung, baugeschichtlich und technikgeschichtlich von Bedeutung | 08974159 |
| Weitere Bilder                          | Bockwindmühle Luppa | Luppa (Karte)                        | 1. Hälfte 19. Jahrhundert (Mühle)                                                                             | Bockwindmühle; technikgeschichtlich und ortsgeschichtlich von Bedeutung, ortsbildprägend | 08974107 |
|                                         | Haltepunkt Mahlis (ehem.) | Mahlis (Karte)                       | um 1900 (Bahnhof)                                                                                             | Bahnhof Mahlis; als ehemaliger Haltepunkt der Bahn von ortsgeschichtlicher Bedeutung | 08974004 |
|                                         | Dorfgenossenschaft Mahlis | Mahlis (Karte)                       | um 1925 (Mühle)                                                                                               | Lagergebäude mit Mühle und Hofpflaster; Anlage mit orts-, wirtschafts- und technikgeschichtlicher Bedeutung | 08973993 |
|                                         | Straßenbrücke | Malkwitz (Karte)                     | um 1935 (Straßenbrücke)                                                                                       | technisches Denkmal in schlichter, qualitätvoller Formensprache, baugeschichtlich von Bedeutung | 08974132 |
|                                         | Kursächsische Postmeilensäulen (Sachgesamtheit)                                                                                    | Wermsdorf Alte Poststraße (Karte)    | bezeichnet 1724 (Halbmeilensäule)                                                                             | Postmeilensäule; Halbmeilensäule, verkehrsgeschichtlich von Bedeutung | 08974237 |
| Weitere Bilder                          | Wasserhaus | Wermsdorf Altes Jagdschloß (Karte)   | 1885 (Wasserversorgungs- und Abwasseranlage)                                                                  | Wasserhaus; durch seine ehemalige Funktion technisches Denkmal mit ortsgeschichtlicher Bedeutung | 08974221 |
|                                         | Königlich-Sächsische Meilensteine (Sachgesamtheit)                                                                                 | Wermsdorf Altes Jagdschloß (Karte)   | 2. Hälfte 19. Jahrhundert (Meilenstein); 2. Hälfte 19. Jahrhundert (Meilenstein)                              | Meilenstein; Ganzmeilenstein, an der Poststraße nach Wurzen, technisches Denkmal und verkehrsgeschichtliches Zeugnis | 08974219 |
|                                         | Ehemaliger Bahnhof der Kleinbahn                                                                                                   | Wermsdorf Grimmaer Straße 29 (Karte) | 1888 (Personenbahnhof)                                                                                        | geschichtliche und verkehrsgeschichtliche Bedeutung, Anklänge an den Schweizerstil | 08967028 |
|                                         | Schloss Hubertusburg (Sachgesamtheit)                                                                                              | Wermsdorf (Karte)                    | vor 1826 (Keramische Industrie)                                                                               | Einzeldenkmal der Sachgesamtheit Schloss Hubertusburg: Wirtschaftsgebäude mit Trockenböden (siehe auch Sachgesamtheit 08970574); baugeschichtlich, technikgeschichtlich und wissenschaftlich von Bedeutung, Trockengebäude der ehemaligen Steingutfabrik auf dem Schlossgelände, später Krankenhausbestandteil, Teil der Sachgesamtheit Schlossanlage Hubertusburg                                                                      | 08973759 |
| Weitere Bilder                          | Schloss Hubertusburg (Sachgesamtheit); Wasserturm                                                                                  | Wermsdorf Hubertusburg 58 (Karte)    | um 1900 (Wasserturm)                                                                                          | Einzeldenkmal der Sachgesamtheit Schloss Hubertusburg: Wasserturm (siehe auch Sachgesamtheit 08970574); baugeschichtlich, technikgeschichtlich und wissenschaftlich von Bedeutung, gründerzeitlicher Klinkerbau, Krankenhausbestandteil, Teil der Sachgesamtheit Schlossanlage Hubertusburg | 08973760 |
|                                         | Schloss Hubertusburg (Sachgesamtheit)                                                                                              | Wermsdorf (Karte)                    | um 1900 (Heizhaus)                                                                                            | Einzeldenkmal der Sachgesamtheit Schloss Hubertusburg: Heizhaus und Elektrostation (siehe auch Sachgesamtheit 08970574); baugeschichtlich, landesgeschichtlich, technikgeschichtlich und wissenschaftlich von Bedeutung, jüngere gründerzeitliche Erweiterungsbauten (Krankenhausnutzung) als Teil der Sachgesamtheit Schlossanlage Hubertusburg                                                                                        | 08973753 |
| Direkt Bild zu diesem Denkmal hochladen | 13 Straßenlaternen | Wermsdorf (Karte)                    | um 1915 (Stadtbeleuchtung)                                                                                    | seltenes technisches Denkmal, als Teil der ersten öffentlichen Beleuchtung von Reckwitz von ortsgeschichtlicher Bedeutung (das Objekt existiert nicht mehr) | 08974243 |

## Wiedemar
| Bild                                    | Bezeichnung                                     | Lage               | Datierung                             | Beschreibung | ID       |
| --------------------------------------- | ----------------------------------------------- | ------------------ | ------------------------------------- | --- | -------- |
| Weitere Bilder                          | Kursächsische Postmeilensäulen (Sachgesamtheit) | Grebehna (Karte)   | bezeichnet 1722 (Viertelmeilenstein)  | Postmeilensäule; Viertelmeilenstein, versetzt, verkehrsgeschichtlich von Bedeutung | 08972603 |
| Weitere Bilder                          | Kursächsische Postmeilensäulen (Sachgesamtheit) | Grebehna (Karte)   | bezeichnet 1722 (Halbmeilensäule)     | Postmeilensäule; Rest einer Halbmeilensäule, verkehrsgeschichtlich von Bedeutung | 09304874 |
|                                         | Bahnhof Klitschmar                              | Klitschmar (Karte) | 1872 (Empfangsgebäude)                | Empfangsgebäude (Nr. 8) eines Bahnhofes, mit angebautem Güterschuppen, Nebengebäude und daran anschließendem Eisenbahnerwohnhaus (Nr. 6) sowie Toilettenhäuschen; Empfangsgebäude in seltener Fachwerkbauweise, Wohnhaus Ziegelgebäude, baugeschichtliches Zeugnis der verkehrstechnischen Entwicklung des Ortes von hervorragender gestalterischer Qualität mit weitgehend originaler Bausubstanz | 08972795 |
| Direkt Bild zu diesem Denkmal hochladen | Transformatorenturm                             | Klitschmar (Karte) | um 1920 (Transformatorenstation)      | Zeugnis der Elektrifizierung, versorgungs- und technikgeschichtlich bedeutsamer Baukörper in markanter Lage | 08972794 |
| Direkt Bild zu diesem Denkmal hochladen | Transformatorenturm                             | Kölsa (Karte)      | 1920er Jahre (Transformatorenstation) | außergewöhnlich hoher Baukörper, Zeugnis der regionalen Elektrifizierung, versorgungs- und technikgeschichtliche und ortsbildprägende Bedeutung | 08972806 |
| Direkt Bild zu diesem Denkmal hochladen | Transformatorenturm                             | Kyhna (Karte)      | um 1920 (Transformatorenstation)      | Zeugnis der Elektrifizierung, versorgungs- und technikgeschichtlich von Bedeutung | 09305699 |
| Weitere Bilder                          | Windmühle Kyhna                                 | Kyhna (Karte)      | bezeichnet 1825 (Mühle)               | Paltrockwindmühle (mit technischer Ausstattung), ehemalige Bockwindmühle; 2004/2005 von Bockwindmühle zur Paltrockwindmühle umgebaut und damit jüngste dieser Art in Deutschlands, technikgeschichtliche Bedeutung | 08972057 |
| Weitere Bilder                          | Bockwindmühle Peterwitz                         | Peterwitz (Karte)  | um 1890 (Mühle)                       | Bockwindmühle; typisches Beispiel der ehemaligen Mühlenlandschaft in Nordsachsen, mit technikgeschichtlicher Bedeutung und landschaftsprägender Wirkung | 08972786 |
|                                         | Transformatorenturm                             | Zaasch (Karte)     | um 1910 (Transformatorenstation)      | für die Region seltene Bauform, Ziegelbau, Zeugnis der regionalen Elektrifizierung, versorgungs- und technikgeschichtlich von Bedeutung | 09305700 |
| Weitere Bilder                          | Bockwindmühle Schkeuditz                        | Zwochau (Karte)    | 1806-1807 (Mühle)                     | Bockwindmühle; 2008 umgesetzt nach Zwochau (umgesetzt aus Schkeuditz, alte Lage: Kursdorfer Straße, hinter Nr. 5, Gemarkung Schkeuditz, Flstk. 111, Flur 3), große Teile der historischen Konstruktion bei der Umsetzung bewahrt, technikgeschichtlich von Bedeutung | 09258684 |

## Zschepplin
| Bild                                    | Bezeichnung                                     | Lage                   | Datierung | Beschreibung | ID       |
| --------------------------------------- | ----------------------------------------------- | ---------------------- | --- | --- | -------- |
| Direkt Bild zu diesem Denkmal hochladen | Wegestein                                       | Glaucha (Karte)        | bezeichnet 1866 (Wegestein) | verkehrsgeschichtlich von Bedeutung | 08974348 |
| Weitere Bilder                          | Bockwindmühle »Wolkwitz« Niederglaucha          | Glaucha (Karte)        | 1749 (Mühle) | Bockwindmühle; regionaltypische Windmühle in weitestgehend originalem Zustand, noch in Betrieb befindlich, baugeschichtlich, landschaftsgestaltend und ortsgeschichtlich von Bedeutung | 08973985 |
| Direkt Bild zu diesem Denkmal hochladen | Schmiede mit Ausstattung                        | Hohenprießnitz (Karte) | Mitte 19. Jahrhundert (Schmiede) | aufgrund der zentralen Lage und technikgeschichtlicher Bedeutung erhaltenswert, weitgehend originale Bausubstanz | 08974394 |
| Direkt Bild zu diesem Denkmal hochladen | Transformatorenturm                             | Hohenprießnitz (Karte) | um 1925 (Transformatorenstation) | Zeugnis der Elektrifizierung, versorgungs- und technikgeschichtliche Bedeutung, straßenbildprägende Lage | 08974391 |
| Direkt Bild zu diesem Denkmal hochladen | Transformatorenturm                             | Krippehna (Karte)      | um 1920 (Transformatorenstation) | Zeugnis der regionalen Elektrifizierung, von versorgungs- und technikgeschichtlicher Bedeutung | 08974337 |
| Direkt Bild zu diesem Denkmal hochladen | Alte Molkerei (ehem.)                           | Krippehna (Karte)      | Ende 19. Jahrhundert (Molkerei) | Molkerei; in zentraler Lage am Dorfplatz, baugeschichtlich und ortsgeschichtlich von Bedeutung | 08974338 |
| Weitere Bilder                          | Windmühle Naundorf                              | Naundorf (Karte)       | um 1885 (Mühle) | Turmholländer mit teilweise erhaltener Mühlentechnik; heute Wohnhaus, in originalem Zustand, typisches und schönes Beispiel der späteren Mühlenarchitektur, von bau-, ortsgeschichtlicher und landschaftsbildprägender Bedeutung | 08974369 |
| Direkt Bild zu diesem Denkmal hochladen | Bahnhof Kämmereiforst                           | Naundorf (Karte)       | 1872 (Empfangsgebäude); 1888 (Güterabfertigung); um 1900 (Wirtschaftsgebäude); 1. Hälfte 20. Jahrhundert (Stellwerk Kf); 1. Hälfte 20. Jahrhundert (Stellwerk Ko) | Empfangsgebäude, Güterschuppen, Wirtschaftsgebäude, zwei Stellwerke und Schrankenanlage sowie Wohnhaus des Bahnhofs Kämmereiforst; Bahnstrecke Halle (Saale)–Eilenburg–Cottbus, Klinkerbauensemble, vorhandene Ausstattung im Empfangsgebäude und Stellwerk zum Betrieb der Schrankenanlage, technikgeschichtlich, baugeschichtlich und eisenbahngeschichtlich von Bedeutung | 08974346 |
|                                         | Wegestein                                       | Noitzsch (Karte)       | 2. Hälfte 19. Jahrhundert (Wegestein) | Sandstein, verkehrsgeschichtlich von Bedeutung | 08974314 |
| Weitere Bilder                          | Kursächsische Postmeilensäulen (Sachgesamtheit) | Noitzsch (Karte)       | bezeichnet 1722 (Viertelmeilenstein) | Postmeilensäule; Viertelmeilenstein, verkehrsgeschichtlich von Bedeutung | 08974344 |
| Direkt Bild zu diesem Denkmal hochladen | Wegestein                                       | Noitzsch (Karte)       | 1. Hälfte 19. Jahrhundert (Wegestein) | verkehrsgeschichtlich von Bedeutung | 08974345 |
| Weitere Bilder                          | Transformatorenturm                             | Rödgen (Karte)         | um 1920/1925 (Transformatorenstation) | Zeugnis der regionalen Elektrifizierung, versorgungs- und technikgeschichtliche Bedeutung | 08974365 |
| Direkt Bild zu diesem Denkmal hochladen | Fahrradwerkstatt mit Ausstattung                | Zschepplin (Karte)     | 1913 und später (Werkstatt) | originales Beispiel mit singulärer und technikgeschichtlicher Bedeutung | 08974380 |
| Direkt Bild zu diesem Denkmal hochladen | Transformatorenturm                             | Zschepplin (Karte)     | um 1930 (Transformatorenstation) | technikgeschichtliche Bedeutung | 08974378 |
| Weitere Bilder                          | Motormühle Zschepplin                           | Zschepplin (Karte)     | um 1840 (Mühle) | Motormühle; umgebaute Bockwindmühle, technikgeschichtliche Bedeutung | 08974377 |